# ITF Women's Circuit luglio-settembre 2011
L'ITF Women's Circuit 2011 è stata una serie di tornei gestita dall'organo internazionale del tennis, l'ITF. Lo scopo di questi tornei è quello di permettere, in particolare alle giovani tenniste, di migliorare la loro classifica per giocare in tornei più importanti. L'ITF Women's Circuit comprende tornei che hanno montepremi che vanno dai 10.000 ai 100.000 dollari.

## Luglio
| Settimana | Torneo | Vincitrice                                                | Finalista                                      | Semifinaliste                               | Quarti di finale                                                                  |
| --------- | --- | --------------------------------------------------------- | ---------------------------------------------- | ------------------------------------------- | --------------------------------------------------------------------------------- |
| 4 luglio  | Open GDF SUEZ de Biarritz 2011 Biarritz, Francia Terra rossa $100 000 Singolare – Doppio                       | Pauline Parmentier 1–6, 6–4, 6–4                          | Patricia Mayr-Achleitner                       | Carla Suárez Navarro Mandy Minella          | Iryna Brémond Stéphanie Foretz Gacon Edina Gallovits-Hall Leticia Costas Moreira  |
| 4 luglio  | Open GDF SUEZ de Biarritz 2011 Biarritz, Francia Terra rossa $100 000 Singolare – Doppio                       | Aleksandra Panova Urszula Radwańska 6–2, 6–1              | Erika Sema Roxane Vaisemberg                   | Carla Suárez Navarro Mandy Minella          | Iryna Brémond Stéphanie Foretz Gacon Edina Gallovits-Hall Leticia Costas Moreira  |
| 4 luglio  | Chang ITF Thailand Pro-Circuit 2011 Pattaya, Thailandia Cemento $25 000 Singolare – Doppio                     | Akiko Ōmae 7–5, 6–2                                       | Sachie Ishizu                                  | Chieh-yu Hsu Zhao Yijing                    | Misa Eguchi Luksika Kumkhum Qiang Wang Nicha Lertpitaksinchai                     |
| 4 luglio  | Chang ITF Thailand Pro-Circuit 2011 Pattaya, Thailandia Cemento $25 000 Singolare – Doppio                     | Liang Chen Zhao Yijing 6–1, 6–4                           | Yurina Koshino Varatchaya Wongteanchai         | Chieh-yu Hsu Zhao Yijing                    | Misa Eguchi Luksika Kumkhum Qiang Wang Nicha Lertpitaksinchai                     |
| 4 luglio  | Trofeul Popeci 2011 Craiova, Romania Terra rossa $25 000 Singolare – Doppio                                    | Mihaela Buzărnescu 6–2, 3–6, 6–4                          | Annalisa Bona                                  | Elena Bogdan Tina Schiechtl                 | Doroteja Erić Elora Dabija Marina Šamajko Liu Min                                 |
| 4 luglio  | Trofeul Popeci 2011 Craiova, Romania Terra rossa $25 000 Singolare – Doppio                                    | Diana Enache Daniëlle Harmsen 4–6, 7–6(5), [10–6]         | Elena Bogdan Mihaela Buzărnescu                | Elena Bogdan Tina Schiechtl                 | Doroteja Erić Elora Dabija Marina Šamajko Liu Min                                 |
| 4 luglio  | Schönbusch Open 2011 Aschaffenburg, Germania Terra rossa $25 000 Singolare – Doppio                            | Florencia Molinero 7–6(6), 6–1                            | Stephanie Vogt                                 | Sofija Kovalec Nikola Hofmanová             | Anne Schäfer Bibiane Schoofs Sandra Zaniewska Veronyka Kapšaj                     |
| 4 luglio  | Schönbusch Open 2011 Aschaffenburg, Germania Terra rossa $25 000 Singolare – Doppio                            | Pemra Özgen Yurika Sema 6–4, 7–6(5)                       | Hana Birnerová Stephanie Vogt                  | Sofija Kovalec Nikola Hofmanová             | Anne Schäfer Bibiane Schoofs Sandra Zaniewska Veronyka Kapšaj                     |
| 4 luglio  | Ciudad de Valladolid 2011 Valladolid, Spagna Cemento $10 000 Singolare – Doppio                                | Victoria Larrière 6–2, 7–6(6)                             | Aranza Salut                                   | Arabela Fernández Rabener Vanesa Furlanetto | Rocío de la Torre-Sánchez Paula Rincon Otero Carolina Prats-Millan Natalia Orlova |
| 4 luglio  | Ciudad de Valladolid 2011 Valladolid, Spagna Cemento $10 000 Singolare – Doppio                                | Malou Ejdesgaard Victoria Larrière 6–0, 6–3               | Vanesa Furlanetto Aranza Salut                 | Arabela Fernández Rabener Vanesa Furlanetto | Rocío de la Torre-Sánchez Paula Rincon Otero Carolina Prats-Millan Natalia Orlova |
| 4 luglio  | Iris Ladies Trophy 2011 Bruxelles, Belgio Terra rossa $10 000 Singolare – Doppio                               | Zuzana Zlochová 6–4, 6–2                                  | Marion Gaud                                    | Chloé Paquet Marina Mel'nikova              | Martina Borecká Nicolette van Uitert Weronika Domagała Nicky van Dyck             |
| 4 luglio  | Iris Ladies Trophy 2011 Bruxelles, Belgio Terra rossa $10 000 Singolare – Doppio                               | Marcella Koek Eva Wacanno 7–5, 3–6, [10–5]                | Els Callens Nancy Feber                        | Chloé Paquet Marina Mel'nikova              | Martina Borecká Nicolette van Uitert Weronika Domagała Nicky van Dyck             |
| 4 luglio  | ITF Women's Circuit Prokuplje 2 2011 Prokuplje, Serbia Terra rossa $10 000 Singolare – Doppio                  | Jovana Jakšić 6–2, 6–3                                    | Zsófia Susányi                                 | Julija Stamatova Saška Gavrilovska          | Zuzana Linhová Polona Rebersak Dalia Zafirova Isabella Šinikova                   |
| 4 luglio  | ITF Women's Circuit Prokuplje 2 2011 Prokuplje, Serbia Terra rossa $10 000 Singolare – Doppio                  | Polona Rebersak Zsófia Susányi 6–2, 4–6, [10–5]           | Claudia Enache Katharina Negrin                | Julija Stamatova Saška Gavrilovska          | Zuzana Linhová Polona Rebersak Dalia Zafirova Isabella Šinikova                   |
| 4 luglio  | Torneo Orange Club 2011 Torino, Italia Terra rossa $10 000 Singolare – Doppio                                  | Iris Khanna 7–6(4), 5–7, 7–5                              | Alice Moroni                                   | Federica Quercia Benedetta Davato           | Stefania Chieppa Paola Cigui Federica di Sarra Martina Caregaro                   |
| 4 luglio  | Torneo Orange Club 2011 Torino, Italia Terra rossa $10 000 Singolare – Doppio                                  | Benedetta Davato Valentina Sulpizio 6–4, 6–3              | Yuka Higuchi Kaori Onishi                      | Federica Quercia Benedetta Davato           | Stefania Chieppa Paola Cigui Federica di Sarra Martina Caregaro                   |
| 4 luglio  | GD Tennis Cup 17 2011 Smirne, Turchia Terra rossa $10 000 Singolare – Doppio                                   | Aleksandrina Najdenova 6–4, 6–3                           | Daria Mironova                                 | Hülya Esen Manon Arcangioli                 | Agni Stefanou Evgenija Paškova Emma Flood Monika Sirilová                         |
| 4 luglio  | GD Tennis Cup 17 2011 Smirne, Turchia Terra rossa $10 000 Singolare – Doppio                                   | Maria Mokh Anastasia Mukhametova 6–1, 6–3                 | Alexandra Romanova Monika Tumová               | Hülya Esen Manon Arcangioli                 | Agni Stefanou Evgenija Paškova Emma Flood Monika Sirilová                         |
| 4 luglio  | Copa Occidental Miramar 2 2011 L'Avana, Cuba Cemento $10 000 Singolare – Doppio                                | Makiho Kozawa 6–1, 6–1                                    | Misleydis Diaz-González                        | Jasmin Ladurner Jeannine Prentner           | Beatriz Magdalena Flores Nazari Urbina Sasha Khabibulina Nicola George            |
| 4 luglio  | Copa Occidental Miramar 2 2011 L'Avana, Cuba Cemento $10 000 Singolare – Doppio                                | Misleydis Diaz-González Yamile Fors-Guerra 6–4, 6–1       | Nicola George Jeannine Prentner                | Jasmin Ladurner Jeannine Prentner           | Beatriz Magdalena Flores Nazari Urbina Sasha Khabibulina Nicola George            |
| 4 luglio  | WOW Tennis Challenger 2011 Waterloo, Canada Terra rossa $50 000 Singolare – Doppio                             | Sharon Fichman 6–3, 4–6, 6–4                              | Julia Boserup                                  | Petra Rampre Chichi Scholl                  | Alison Riske Chanel Simmonds Carol Zhao Tetjana Lužans'ka                         |
| 4 luglio  | WOW Tennis Challenger 2011 Waterloo, Canada Terra rossa $50 000 Singolare – Doppio                             | Alexandra Mueller Asia Muhammad 6–3, 3–6, [10–7]          | Eugenie Bouchard Megan Moulton-Levy            | Petra Rampre Chichi Scholl                  | Alison Riske Chanel Simmonds Carol Zhao Tetjana Lužans'ka                         |
| 4 luglio  | Sarajevo Ladies Open 2011 Sarajevo, Bosnia ed Erzegovina Terra rossa $10 000 Singolare – Doppio                | Martina Kubicíková 3–6, 7–5, 6–0                          | Simona Dobrá                                   | Jasmina Kajtazovic Bernarda Pera            | Ema Polic Azra Hadzic Ema Mikulčić Ulrikke Eikeri                                 |
| 4 luglio  | Sarajevo Ladies Open 2011 Sarajevo, Bosnia ed Erzegovina Terra rossa $10 000 Singolare – Doppio                | Simona Dobrá Martina Kubicíková 6–2, 6–1                  | Csilla Argyelan Ulrikke Eikeri                 | Jasmina Kajtazovic Bernarda Pera            | Ema Polic Azra Hadzic Ema Mikulčić Ulrikke Eikeri                                 |
| 11 luglio | Open 88 Contrexéville 2011 Contrexéville, Francia Terra rossa $50 000 Singolare – Doppio                       | Iryna Brémond 6–4, 6(1)–7, 6–2                            | Stéphanie Foretz Gacon                         | Renata Voráčová Edina Gallovits-Hall        | Arantxa Rus Erika Sema Nina Zander Urszula Radwańska                              |
| 11 luglio | Open 88 Contrexéville 2011 Contrexéville, Francia Terra rossa $50 000 Singolare – Doppio                       | Valentina Ivachnenko Kateryna Kozlova 2–6, 7–5, [12–10]   | Erika Sema Roxane Vaisemberg                   | Renata Voráčová Edina Gallovits-Hall        | Arantxa Rus Erika Sema Nina Zander Urszula Radwańska                              |
| 11 luglio | Internazionali di Imola 2011 Imola, Italia Sintetico $25 000 Singolare – Doppio                                | Giulia Gatto-Monticone 6–1, 6–3                           | Federica Quercia                               | Magali de Lattre Milana Špremo              | Maria Abramović Scarlett Werner Francesca Palmigiano Justyna Jegiołka             |
| 11 luglio | Internazionali di Imola 2011 Imola, Italia Sintetico $25 000 Singolare – Doppio                                | Giulia Gatto-Monticone Federica Quercia w/o               | Yuliana Lizarazo Scarlett Werner               | Magali de Lattre Milana Špremo              | Maria Abramović Scarlett Werner Francesca Palmigiano Justyna Jegiołka             |
| 11 luglio | Darmstadt Tennis International 2011 Darmstadt, Germania Terra rossa $25 000 Singolare – Doppio                 | Mandy Minella 7–6(5), 6–2                                 | Karolína Plíšková                              | Yuliya Lysa Annika Beck                     | Xenia Knoll Veronyka Kapšaj Zuzana Zlochová Zuzana Zálabská                       |
| 11 luglio | Darmstadt Tennis International 2011 Darmstadt, Germania Terra rossa $25 000 Singolare – Doppio                 | Natela Dzalamidze Anna Zaja 7–5, 2–6, [10–6]              | Hana Birnerová Karolína Plíšková               | Yuliya Lysa Annika Beck                     | Xenia Knoll Veronyka Kapšaj Zuzana Zlochová Zuzana Zálabská                       |
| 11 luglio | AEGON Pro Series Foxhills 2011 Woking, Gran Bretagna Cemento $25 000 Singolare – Doppio                        | Johanna Konta 6–4, 1–1, ritiro                            | Laura Robson                                   | Vitalija D'jačenko Lina Stančiūtė           | Marta Sirotkina Melanie South Catalina Pella Tara Moore                           |
| 11 luglio | AEGON Pro Series Foxhills 2011 Woking, Gran Bretagna Cemento $25 000 Singolare – Doppio                        | Julie Coin Eva Hrdinová 6–1, 3–6, [10–8]                  | Emma Laine Melanie South                       | Vitalija D'jačenko Lina Stančiūtė           | Marta Sirotkina Melanie South Catalina Pella Tara Moore                           |
| 11 luglio | Zwevegem Ladies Open 2011 Zwevegem, Belgio Terra rossa $25 000 Singolare – Doppio                              | Mihaela Buzărnescu 3–6, 6–2, 6–4                          | Bibiane Schoofs                                | Yurika Sema Ekaterina Byčkova               | Mona Barthel Myrtille Georges Lenka Wienerová Florencia Molinero                  |
| 11 luglio | Zwevegem Ladies Open 2011 Zwevegem, Belgio Terra rossa $25 000 Singolare – Doppio                              | Lenka Wienerová Maryna Zanevs'ka 6–4, 3–6, [10–7]         | Kim Kilsdonk Nicolette van Uitert              | Yurika Sema Ekaterina Byčkova               | Mona Barthel Myrtille Georges Lenka Wienerová Florencia Molinero                  |
| 11 luglio | ITF Women's Circuit Caceres 2011 Cáceres, Spagna Cemento $25 000 Singolare – Doppio                            | Garbiñe Muguruza Blanco 6–4, 6–3                          | Çağla Büyükakçay                               | Richèl Hogenkamp Maria João Koehler         | Aleksandra Panova Marina Giral Lores Sandra Soler-Sola Despina Papamichail        |
| 11 luglio | ITF Women's Circuit Caceres 2011 Cáceres, Spagna Cemento $25 000 Singolare – Doppio                            | Richèl Hogenkamp Maria João Koehler 6–4, 6–4              | Victoria Larrière Irena Pavlović               | Richèl Hogenkamp Maria João Koehler         | Aleksandra Panova Marina Giral Lores Sandra Soler-Sola Despina Papamichail        |
| 11 luglio | Challenger Banque Nationale de Granby 2011 Granby, Canada Cemento $25 000 Singolare – Doppio                   | Stéphanie Dubois 6–2, 2–6, 6–1                            | Zhang Ling                                     | Julia Glushko Tetjana Lužans'ka             | Hsu Wen-hsin Sharon Fichman Jennifer Elie Sun Shengnan                            |
| 11 luglio | Challenger Banque Nationale de Granby 2011 Granby, Canada Cemento $25 000 Singolare – Doppio                   | Sharon Fichman Sun Shengnan 6–4, 6–2                      | Viktoryia Kisialeva Nathalia Rossi             | Julia Glushko Tetjana Lužans'ka             | Hsu Wen-hsin Sharon Fichman Jennifer Elie Sun Shengnan                            |
| 11 luglio | GD Tennis Cup 18 2011 Smirne, Turchia, GD TENNIS ACADEMY Terra rossa $10 000 Singolare – Doppio                | Ana Bogdan 6–1, 6–2                                       | Aleksandrina Najdenova                         | Maria Mokh Ksenia Kirillova                 | Sara Eccel Melis Sezer Julija Stamatova Lou Brouleau                              |
| 11 luglio | GD Tennis Cup 18 2011 Smirne, Turchia, GD TENNIS ACADEMY Terra rossa $10 000 Singolare – Doppio                | Elena Kulikova Evgenija Paškova 6–4, 6–3                  | Ksenia Kirillova Anna Piven                    | Maria Mokh Ksenia Kirillova                 | Sara Eccel Melis Sezer Julija Stamatova Lou Brouleau                              |
| 11 luglio | Trofeul Municipiului Iași 2011 Iași, Romania Terra rossa $10 000 Singolare – Doppio                            | Diana Enache 7–6(9), 6–2                                  | Danëlle Harmsen                                | Andreea Văideanu Camelia Hristea            | Cristina Adamescu Elena-Theodora Cadar Liu Min Lisanne van Riet                   |
| 11 luglio | Trofeul Municipiului Iași 2011 Iași, Romania Terra rossa $10 000 Singolare – Doppio                            | Diana Enache Daniëlle Harmsen 6–4, 6–1                    | Ionela-Andreea Iova Andreea Văideanu           | Andreea Văideanu Camelia Hristea            | Cristina Adamescu Elena-Theodora Cadar Liu Min Lisanne van Riet                   |
| 11 luglio | ITF Women's Circuit Tanger 2011 Tangier, Marocco Terra rossa $10 000 Singolare – Doppio                        | Ximena Hermoso 6–1, 7–6(5)                                | Fatima El Allami                               | Bárbara Luz Alice Tisset                    | Sheila Solsona Carcasona Alix Collombon Amandine Cazeaux Linda Mair               |
| 11 luglio | ITF Women's Circuit Tanger 2011 Tangier, Marocco Terra rossa $10 000 Singolare – Doppio                        | Fatima El Allami Anna Morgina 3–6, 6–4, [10–6]            | Anna Agamennone Linda Mair                     | Bárbara Luz Alice Tisset                    | Sheila Solsona Carcasona Alix Collombon Amandine Cazeaux Linda Mair               |
| 11 luglio | Norman Wilkerson Memorial Tournament 2011 Atlanta, USA Cemento $10 000 Singolare – Doppio                      | Lauren Davis 1–6, 6–2, 6–2                                | Alexis King                                    | Lauren Embree Taylor Townsend               | Zhao Di Amanda McDowell Angelina Gabueva Hayley Carter                            |
| 11 luglio | Norman Wilkerson Memorial Tournament 2011 Atlanta, USA Cemento $10 000 Singolare – Doppio                      | Alexandra Cercone Natalie Pluskota 7–5, 4–6, [10–8]       | Alexandra Hirsch Amanda McDowell               | Lauren Embree Taylor Townsend               | Zhao Di Amanda McDowell Angelina Gabueva Hayley Carter                            |
| 11 luglio | Open Seguros Bolívar 2011 Bogotà, Colombia Terra rossa $25 000 Singolare – Doppio                              | Mariana Duque 7–6(6), 4–6, 6–3                            | María Fernanda Álvarez Terán                   | Andrea Gámiz Sachia Vickery                 | Julia Cohen Andrea Koch-Benvenuto Karen Castiblanco Adriana Pérez                 |
| 11 luglio | Open Seguros Bolívar 2011 Bogotà, Colombia Terra rossa $25 000 Singolare – Doppio                              | Andrea Gámiz Adriana Pérez 6–3, 6–4                       | Julia Cohen Andrea Koch-Benvenuto              | Andrea Gámiz Sachia Vickery                 | Julia Cohen Andrea Koch-Benvenuto Karen Castiblanco Adriana Pérez                 |
| 18 luglio | ITF Roller Open 2011 Pétange, Lussemburgo Terra rossa $100 000 Singolare – Doppio                              | Mathilde Johansson 7–5, 6–3                               | Petra Cetkovská                                | Iveta Benešová Johanna Larsson              | Eva Birnerová Akgul Amanmuradova Magda Linette Kristina Barrois                   |
| 18 luglio | ITF Roller Open 2011 Pétange, Lussemburgo Terra rossa $100 000 Singolare – Doppio                              | Johanna Larsson Jasmin Wöhr 7–6(2), 6–4                   | Kristina Barrois Anna-Lena Grönefeld           | Iveta Benešová Johanna Larsson              | Eva Birnerová Akgul Amanmuradova Magda Linette Kristina Barrois                   |
| 18 luglio | Fifth Third Bank Tennis Championships 2011 Lexington, USA Cemento $50 000 Singolare – Doppio                   | Chichi Scholl 6–1, 6–1                                    | Amanda Fink                                    | Zhang Ling Lauren Davis                     | Chanel Simmonds Aiko Nakamura Tetjana Lužans'ka Alison Riske                      |
| 18 luglio | Fifth Third Bank Tennis Championships 2011 Lexington, USA Cemento $50 000 Singolare – Doppio                   | Tamaryn Hendler Chichi Scholl 7–6(9), 3–6, [10–7]         | Lindsay Lee-Waters Megan Moulton-Levy          | Zhang Ling Lauren Davis                     | Chanel Simmonds Aiko Nakamura Tetjana Lužans'ka Alison Riske                      |
| 18 luglio | Open GDF SUEZ des Contamines-Montjoie 2011 Les Contamines-Montjoie, Francia Cemento $25 000 Singolare – Doppio | Claire Feuerstein 7–6(4), 2–6, 7–6(2)                     | Anaïs Laurendon                                | Isabella Šinikova Julie Coin                | Maria Abramović Amra Sadiković Ana Vrljić Patrycja Sanduska                       |
| 18 luglio | Open GDF SUEZ des Contamines-Montjoie 2011 Les Contamines-Montjoie, Francia Cemento $25 000 Singolare – Doppio | Julie Coin Eva Hrdinová 6–3, 6–2                          | Maria Abramović Nicole Clerico                 | Isabella Šinikova Julie Coin                | Maria Abramović Amra Sadiković Ana Vrljić Patrycja Sanduska                       |
| 18 luglio | Yesilyurt Tennis Cup 2011 Samsun, Turchia Cemento $25 000 Singolare – Doppio                                   | Julija Putinceva 7–6(6), 6–2                              | Marta Domachowska                              | Nadia Lalami Dia Evtimova                   | Katja Milas Tadeja Majerič Aleksandrina Najdenova Pemra Özgen                     |
| 18 luglio | Yesilyurt Tennis Cup 2011 Samsun, Turchia Cemento $25 000 Singolare – Doppio                                   | Mihaela Buzărnescu Tadeja Majerič 6–1, 6–4                | Çağla Büyükakçay Pemra Özgen                   | Nadia Lalami Dia Evtimova                   | Katja Milas Tadeja Majerič Aleksandrina Najdenova Pemra Özgen                     |
| 18 luglio | AEGON Pro Series Wrexham 2 2011 Wrexham, Gran Bretagna Cemento $25 000 Singolare – Doppio                      | Sarah Gronert 6–4, 6–4                                    | Lenka Wienerová                                | Lina Stančiūtė Marta Sirotkina              | Garbiñe Muguruza Blanco Melanie South Lucy Brown Shiho Akita                      |
| 18 luglio | AEGON Pro Series Wrexham 2 2011 Wrexham, Gran Bretagna Cemento $25 000 Singolare – Doppio                      | Anna Fitzpatrick Jade Windley 6–2, 4–6, [10–3]            | Melanie South Lenka Wienerová                  | Lina Stančiūtė Marta Sirotkina              | Garbiñe Muguruza Blanco Melanie South Lucy Brown Shiho Akita                      |
| 18 luglio | Torneo International de Tenis Ciudad de La Coruña 2011 La Coruña, Spagna Cemento $25 000 Singolare – Doppio    | Gail Brodsky 6–3, 6–4                                     | Aleksandra Panova                              | Leticia Costas Moreira Tímea Babos          | Maria João Koehler Victoria Larrière Despina Papamichail Irena Pavlović           |
| 18 luglio | Torneo International de Tenis Ciudad de La Coruña 2011 La Coruña, Spagna Cemento $25 000 Singolare – Doppio    | Tímea Babos Victoria Larrière 7–5, 6–3                    | Leticia Costas Moreira Inés Ferrer Suárez      | Leticia Costas Moreira Tímea Babos          | Maria João Koehler Victoria Larrière Despina Papamichail Irena Pavlović           |
| 18 luglio | Sunshine Futures 2011 Viserba, Italia Terra rossa $10 000 Singolare – Doppio                                   | Carolina Pillot 6–4, 6–4                                  | Erika Zanchetta                                | Silvia Albano Agnese Zucchini               | Carolina Orsi Nikola Vajdová Clelia Melena Lisa Sabino                            |
| 18 luglio | Sunshine Futures 2011 Viserba, Italia Terra rossa $10 000 Singolare – Doppio                                   | Yurina Koshino Kaori Onishi 6–2, 3–6, [10–6]              | Yuka Higuchi Hirono Watanabe                   | Silvia Albano Agnese Zucchini               | Carolina Orsi Nikola Vajdová Clelia Melena Lisa Sabino                            |
| 18 luglio | Knokke Zoute Ladies Open 2011 Knokke, Belgio Terra rossa $10 000 Singolare – Doppio                            | Syna Kayser 6–3, 6–0                                      | Eva Wacanno                                    | Amandine Hesse Dinah Pfizenmaier            | Monika Tumová Demi Schuurs Bermet Duvanaeva Nicky van Dyck                        |
| 18 luglio | Knokke Zoute Ladies Open 2011 Knokke, Belgio Terra rossa $10 000 Singolare – Doppio                            | Michaela Boev Marcella Koek 6–2, 7–6(3)                   | Katharina Holert Monika Tumová                 | Amandine Hesse Dinah Pfizenmaier            | Monika Tumová Demi Schuurs Bermet Duvanaeva Nicky van Dyck                        |
| 18 luglio | BMW AHG Cup 2011 Horb, Germania Terra rossa $10 000 Singolare – Doppio                                         | Paula Kania 4–6, 6–4, 7–5                                 | Carina Witthöft                                | Teresa Malíková Diana Šumová                | Katarzyna Kawa Katerina Avdiyenko Iris Khanna Myrtille Georges                    |
| 18 luglio | BMW AHG Cup 2011 Horb, Germania Terra rossa $10 000 Singolare – Doppio                                         | Paula Kania Katarzyna Kawa 1–6, 6–3, [10–2]               | Vaszilisza Bulgakova Christina Shakovets       | Teresa Malíková Diana Šumová                | Katarzyna Kawa Katerina Avdiyenko Iris Khanna Myrtille Georges                    |
| 18 luglio | ITF Women's Circuit Casablanca 2011 Casablanca, Marocco Terra rossa $10 000 Singolare – Doppio                 | Ivonne Cavalle-Reimers 7–5, 4–6, 6–3                      | Ximena Hermoso                                 | Kanami Tsuji Alix Collombon                 | Fatima El Allami Aida Martínez Sanjuán Agata Barańska Valentine Confalonierii     |
| 18 luglio | ITF Women's Circuit Casablanca 2011 Casablanca, Marocco Terra rossa $10 000 Singolare – Doppio                 | Nour Abbes Agata Barańska 6–4, 6–2                        | Ximena Hermoso Ivette López                    | Kanami Tsuji Alix Collombon                 | Fatima El Allami Aida Martínez Sanjuán Agata Barańska Valentine Confalonierii     |
| 18 luglio | Women's Hospital Classic 2011 Evansville, USA Cemento $10 000 Singolare – Doppio                               | Elizabeth Ferris 6–2, 6–1                                 | Nicole Melichar                                | Mai Minokoshi Mayo Hibi                     | Jacqueline Wu Sabrina Santamaria Kyle McPhillips Daiana Negreanu                  |
| 18 luglio | Women's Hospital Classic 2011 Evansville, USA Cemento $10 000 Singolare – Doppio                               | Brynn Boren Sabrina Santamaria 6–4, 4–6, [11–9]           | Nadia Echeverria Alam Elizabeth Ferris         | Mai Minokoshi Mayo Hibi                     | Jacqueline Wu Sabrina Santamaria Kyle McPhillips Daiana Negreanu                  |
| 18 luglio | ITF Women's Circuit Ribeirao Preto 2 2011 Ribeirão Preto, Brasile Terra rossa $10 000 Singolare – Doppio       | Andrea Koch-Benvenuto 6–2, 6–2                            | Vivian Segnini                                 | Paula Cristina Gonçalves Fernanda Faria     | Nathaly Kurata Andrea Benítez Flavia Guimaraes Bueno Gabriela Cé                  |
| 18 luglio | ITF Women's Circuit Ribeirao Preto 2 2011 Ribeirão Preto, Brasile Terra rossa $10 000 Singolare – Doppio       | Fernanda Faria Paula Cristina Gonçalves 2–6, 6–2, [10–6]  | Andrea Benítez Raquel Piltcher                 | Paula Cristina Gonçalves Fernanda Faria     | Nathaly Kurata Andrea Benítez Flavia Guimaraes Bueno Gabriela Cé                  |
| 18 luglio | BCR Open Romania Ladies 2011 Bucarest, Romania Terra rossa $100 000+H Singolare – Doppio                       | Irina-Camelia Begu 6–3, 7–5                               | Laura Pous Tió                                 | Simona Halep Carla Suárez Navarro           | Alexandra Cadanțu Sorana Cîrstea Kiki Bertens Maria Elena Camerin                 |
| 18 luglio | BCR Open Romania Ladies 2011 Bucarest, Romania Terra rossa $100 000+H Singolare – Doppio                       | Irina-Camelia Begu Elena Bogdan 6(1)–7, 7–6(4), [16–14]   | Maria Elena Camerin İpek Şenoğlu               | Simona Halep Carla Suárez Navarro           | Alexandra Cadanțu Sorana Cîrstea Kiki Bertens Maria Elena Camerin                 |
| 25 luglio | ITS Cup 2011 Olomouc, Repubblica Ceca Terra rossa $50 000 Singolare – Doppio                                   | Nastassja Burnett 6–1, 6–3                                | Eva Birnerová                                  | Yulia Bejgel'zymer Nastja Kolar             | Elica Kostova Renata Voráčová Stefanie Vögele Alexandra Cadanțu                   |
| 25 luglio | ITS Cup 2011 Olomouc, Repubblica Ceca Terra rossa $50 000 Singolare – Doppio                                   | Michaëlla Krajicek Renata Voráčová 7–5, 6–4               | Yulia Bejgel'zymer Elena Bogdan                | Yulia Bejgel'zymer Nastja Kolar             | Elica Kostova Renata Voráčová Stefanie Vögele Alexandra Cadanțu                   |
| 25 luglio | ITF Women's Circuit Vigo 2011 Vigo, Spagna Cemento $25 000 Singolare – Doppio                                  | Iryna Brémond 7–6(3), 1–6, 7–6(3)                         | Julie Coin                                     | Misa Eguchi Leticia Costas Moreira          | Marina Giral Lores Maria João Koehler Richèl Hogenkamp Vanesa Furlanetto          |
| 25 luglio | ITF Women's Circuit Vigo 2011 Vigo, Spagna Cemento $25 000 Singolare – Doppio                                  | Claudia Giovine Justine Ozga 6–1, 6–3                     | Vanesa Furlanetto Aranza Salut                 | Misa Eguchi Leticia Costas Moreira          | Marina Giral Lores Maria João Koehler Richèl Hogenkamp Vanesa Furlanetto          |
| 25 luglio | Knoll Open 2011 Bad Saulgau, Germania Terra rossa $25 000 Singolare – Doppio                                   | Ioana Raluca Olaru 3–6, 6–3, 7–5                          | Tatjana Maria                                  | Laura Siegemund Lenka Juríková              | Mervana Jugić-Salkić Anastasia Grymalska Zuzana Luknárová Oksana Ljubcova         |
| 25 luglio | Knoll Open 2011 Bad Saulgau, Germania Terra rossa $25 000 Singolare – Doppio                                   | Maria Abramović Nicole Clerico 6–3, 5–7, [10–7]           | Catalina Castaño Mariana Duque                 | Laura Siegemund Lenka Juríková              | Mervana Jugić-Salkić Anastasia Grymalska Zuzana Luknárová Oksana Ljubcova         |
| 25 luglio | MasterCard Tennis Cup 2011 Campos do Jordão, Brasile Cemento $25 000 Singolare – Doppio                        | Verónica Cepede Royg 7–6(4), 7–5                          | Adriana Pérez                                  | Vivian Segnini Andrea Gámiz                 | Ana-Clara Duarte Andrea Benítez Andrea Koch-Benvenuto Roxane Vaisemberg           |
| 25 luglio | MasterCard Tennis Cup 2011 Campos do Jordão, Brasile Cemento $25 000 Singolare – Doppio                        | Fernanda Hermenegildo Teliana Pereira 3–6, 7–6(5), [11–9] | Maria Fernanda Alves Roxane Vaisemberg         | Vivian Segnini Andrea Gámiz                 | Ana-Clara Duarte Andrea Benítez Andrea Koch-Benvenuto Roxane Vaisemberg           |
| 25 luglio | ITF Women's Circuit Fergana 2011 Fergana, Uzbekistan Cemento $25 000 Singolare – Doppio                        | Ayu-Fani Damayanti 6–3, 6–4                               | Hsieh Su-wei                                   | Caroline Garcia Nigina Abduraimova          | Mari Tanaka Shiho Akita Erika Takao Jessy Rompies                                 |
| 25 luglio | ITF Women's Circuit Fergana 2011 Fergana, Uzbekistan Cemento $25 000 Singolare – Doppio                        | Nigina Abduraimova Albina Khabibulina 6–3, 6–3            | Elizaveta Nemchinov Anastasiýa Prenko          | Caroline Garcia Nigina Abduraimova          | Mari Tanaka Shiho Akita Erika Takao Jessy Rompies                                 |
| 25 luglio | AEGON Pro Series Chiswick 2011 Chiswick, Gran Bretagna Cemento $10 000 Singolare – Doppio                      | Donna Vekić 3–6, 6–3, 6–3                                 | Bojana Bobusic                                 | Quirine Lemoine Katerina Kramperová         | Jade Windley Samantha Vickers Irina Ramialison Margit Rüütel                      |
| 25 luglio | AEGON Pro Series Chiswick 2011 Chiswick, Gran Bretagna Cemento $10 000 Singolare – Doppio                      | Samantha Murray Jade Windley 6–4, 6–4                     | Lucy Brown Francesca Stephenson                | Quirine Lemoine Katerina Kramperová         | Jade Windley Samantha Vickers Irina Ramialison Margit Rüütel                      |
| 25 luglio | Bad Waltersdorf Open 2011 Bad Waltersdorf, Austria Terra rossa $10 000 Singolare – Doppio                      | Viktorija Kan 7–6(3), 6–1                                 | Katerina Vanková                               | Zsófia Mikó Anna Maria Heil                 | Giulia Pasini Jasmin Steinherr Iris Khanna Jeannine Prentner                      |
| 25 luglio | Bad Waltersdorf Open 2011 Bad Waltersdorf, Austria Terra rossa $10 000 Singolare – Doppio                      | Sandra Martinović Katerina Vanková 6–3, 3–6, [10–8]       | Pia Konig Yvonne Neuwirth                      | Zsófia Mikó Anna Maria Heil                 | Giulia Pasini Jasmin Steinherr Iris Khanna Jeannine Prentner                      |
| 25 luglio | ITF Women's Circuit Palic 2011 Palic, Serbia Terra rossa $10 000 Singolare – Doppio                            | Sabina Kurbanova 1–6, 7–6(5), 6–3                         | Dana Machálková                                | Natalia Kolat Dunja Šunkic                  | Julija Stamatova Nataša Zorić Lucie Kriegsmannová Tereza Malíková                 |
| 25 luglio | ITF Women's Circuit Palic 2011 Palic, Serbia Terra rossa $10 000 Singolare – Doppio                            | Olga Brózda Natalia Kolat 6–2, 6–3                        | Karina Goia Dalia Zafirova                     | Natalia Kolat Dunja Šunkic                  | Julija Stamatova Nataša Zorić Lucie Kriegsmannová Tereza Malíková                 |
| 25 luglio | Maaseik Open 2011 Maaseik, Belgio Cemento $10 000 Singolare – Doppio                                           | Nicolette van Uitert 6–4, 1–0, rit.                       | Karolina Wlodarczak                            | Elyne Boeykens Nicky van Dyck               | Martina Gledacheva Kamila Kerimbajeva Katharina Holert Lucia Butkovská            |
| 25 luglio | Maaseik Open 2011 Maaseik, Belgio Cemento $10 000 Singolare – Doppio                                           | Marcella Koek Eva Wacanno 7–5, 6–1                        | Kim Kilsdonk Nicolette van Uitert              | Elyne Boeykens Nicky van Dyck               | Martina Gledacheva Kamila Kerimbajeva Katharina Holert Lucia Butkovská            |
| 25 luglio | Tampere Open 2011 Tampere, Finlandia Terra rossa $10 000 Singolare – Doppio                                    | Piia Suomalainen 7–5, 6–0                                 | Dinah Pfizenmaier                              | Emma Laine Daria Mironova                   | Amandine Hesse Evelina Virtanen Julia Valetova Anett Kontaveit                    |
| 25 luglio | Tampere Open 2011 Tampere, Finlandia Terra rossa $10 000 Singolare – Doppio                                    | Leia Kaukonen Polina Vinogradova 7–5, 7–6(6)              | Yanina Darishina Liubov Vasilyeva              | Emma Laine Daria Mironova                   | Amandine Hesse Evelina Virtanen Julia Valetova Anett Kontaveit                    |
| 25 luglio | Heartland Clinic USTA Women's Tennis Classic 2011 Saint Joseph, USA Cemento $10 000 Singolare – Doppio         | Amanda McDowell 6–0, 6–1                                  | Denise Muresan                                 | Natalie Pluskota Romana Tedjakusuma         | Mai Minokoshi Elizabeth Ferris Wen Xin Yuuki Tanaka                               |
| 25 luglio | Heartland Clinic USTA Women's Tennis Classic 2011 Saint Joseph, USA Cemento $10 000 Singolare – Doppio         | Yawna Allen Jessica Roland-Rosario 2–6, 6–2, [10–5]       | Paulina Bigos Erin Clark                       | Natalie Pluskota Romana Tedjakusuma         | Mai Minokoshi Elizabeth Ferris Wen Xin Yuuki Tanaka                               |
| 25 luglio | ITF Women's Circuit El Jadida 2011 El Jadida, Marocco Terra rossa $10 000 Singolare – Doppio                   | Ivonne Cavalle-Reimers 6–1, 6–0                           | Sybille Gauvain                                | Alena Tarasova Nour Abbes                   | Anna Morgina Sheila Solsona Carcasona Francesca Mazzali Agata Barańska            |
| 25 luglio | ITF Women's Circuit El Jadida 2011 El Jadida, Marocco Terra rossa $10 000 Singolare – Doppio                   | Carolina Prats-Millan Sheila Solsona Carcasona 6–2, 6–1   | Ivonne Cavalle-Reimers Anna Montserrat Sánchez | Alena Tarasova Nour Abbes                   | Anna Morgina Sheila Solsona Carcasona Francesca Mazzali Agata Barańska            |
| 25 luglio | Trofeo Città di Gardone Val Trompia 2011 Gardone Val Trompia, Italia Terra rossa $10 000 Singolare – Doppio    | Anne Schäfer 7–6(6), 0–6, 6–4                             | Martina Caregaro                               | Alice Moroni Benedetta Davato               | Stephanie Bengson Valeria Prosperi Yurina Koshino Paola Cigui                     |
| 25 luglio | Trofeo Città di Gardone Val Trompia 2011 Gardone Val Trompia, Italia Terra rossa $10 000 Singolare – Doppio    | Yuka Higuchi Hirono Watanabe 6–1, 6–2                     | Natalie Pröse Mirjam Zeller                    | Alice Moroni Benedetta Davato               | Stephanie Bengson Valeria Prosperi Yurina Koshino Paola Cigui                     |
| 25 luglio | President's Cup 2011 Astana, Kazakhstan Cemento $100 000 Singolare – Doppio                                    | Vitalija D'jačenko 6–4, 6–1                               | Akgul Amanmuradova                             | Aleksandra Panova Nastas'sja Jakimava       | Veronyka Kapšaj Ekaterina Byčkova Lesja Curenko Evgenija Rodina                   |
| 25 luglio | President's Cup 2011 Astana, Kazakhstan Cemento $100 000 Singolare – Doppio                                    | Vitalija D'jačenko Galina Voskoboeva 6–3, 6–4             | Akgul Amanmuradova Aleksandra Panova           | Aleksandra Panova Nastas'sja Jakimava       | Veronyka Kapšaj Ekaterina Byčkova Lesja Curenko Evgenija Rodina                   |

## Agosto
| Settimana | Torneo | Vincitori                                                       | Finalisti                                 | Semifinalisti                          | Eliminati ai quarti                                                          |
| --------- | --- | --------------------------------------------------------------- | ----------------------------------------- | -------------------------------------- | ---------------------------------------------------------------------------- |
| 1º agosto | Odlum Brown Vancouver Open 2011 Vancouver, Canada Cemento $100 000 Singolare – Doppio                                  | Aleksandra Wozniak 6–3, 6–1                                     | Jamie Hampton                             | Eléni Daniilídou Irina Falconi         | Julia Glushko Julia Cohen Ajla Tomljanović Urszula Radwańska                 |
| 1º agosto | Odlum Brown Vancouver Open 2011 Vancouver, Canada Cemento $100 000 Singolare – Doppio                                  | Karolína Plíšková Kristýna Plíšková 5–7, 6–2, [10–2]            | Jamie Hampton Noppawan Lertcheewakarn     | Eléni Daniilídou Irina Falconi         | Julia Glushko Julia Cohen Ajla Tomljanović Urszula Radwańska                 |
| 1º agosto | Beijing International Challenger 2011 Pechino, Cina Cemento $75 000+H Singolare – Doppio                               | Hsieh Su-wei 6–2, 6–2                                           | Kurumi Nara                               | Tetjana Lužans'ka Irena Pavlović       | Yurika Sema Hu Yueyue Kim So-jung Varatchaya Wongteanchai                    |
| 1º agosto | Beijing International Challenger 2011 Pechino, Cina Cemento $75 000+H Singolare – Doppio                               | Chan Hao-ching Chan Yung-jan 6–2, 6–3                           | Tetjana Lužans'ka Zheng Saisai            | Tetjana Lužans'ka Irena Pavlović       | Yurika Sema Hu Yueyue Kim So-jung Varatchaya Wongteanchai                    |
| 1º agosto | Empire Trnava Cup 2011 Trnava, Slovacchia Terra rossa $50 000 Singolare – Doppio                                       | Yvonne Meusburger 0–6, 6–2, 6–0                                 | Elica Kostova                             | Magda Linette Renata Voráčová          | Sandra Záhlavová Alexandra Cadanțu Kristína Kučová Lenka Juríková            |
| 1º agosto | Empire Trnava Cup 2011 Trnava, Slovacchia Terra rossa $50 000 Singolare – Doppio                                       | Janette Husárová Renata Voráčová 7–6(2), 6–1                    | Jana Čepelová Lenka Wienerová             | Magda Linette Renata Voráčová          | Sandra Záhlavová Alexandra Cadanțu Kristína Kučová Lenka Juríková            |
| 1º agosto | Monteroni International 2011 Monteroni, Italia Terra rossa $25 000 Singolare – Doppio                                  | Nastassja Burnett 6–3, 7–6(7)                                   | Anna Remondina                            | Karin Knapp Anne Schäfer               | Kiki Bertens Nicole Rottmann Alizé Lim Anna Floris                           |
| 1º agosto | Monteroni International 2011 Monteroni, Italia Terra rossa $25 000 Singolare – Doppio                                  | Kiki Bertens Nicole Rottmann 6–0, 6–3                           | Gioia Barbieri Anastasia Grymalska        | Karin Knapp Anne Schäfer               | Kiki Bertens Nicole Rottmann Alizé Lim Anna Floris                           |
| 1º agosto | Moscow Open 2011 Mosca, Russia Terra rossa $25 000 Singolare – Doppio                                                  | Valentina Ivachnenko 6–1, 6–3                                   | Valerija Solov'ëva                        | Ekaterina Byčkova Lina Stančiūtė       | Kateryna Kozlova Oksana Ljubcova Polina Pekhova Pemra Özgen                  |
| 1º agosto | Moscow Open 2011 Mosca, Russia Terra rossa $25 000 Singolare – Doppio                                                  | Valentina Ivachnenko Kateryna Kozlova 6–3, 6–0                  | Vaszilisza Bulgakova Anna Rapoport        | Ekaterina Byčkova Lina Stančiūtė       | Kateryna Kozlova Oksana Ljubcova Polina Pekhova Pemra Özgen                  |
| 1º agosto | Hechingen Ladies Open 2011 Hechingen, Germania Terra rossa $25 000 Singolare – Doppio                                  | Tatjana Maria 6–3, 6–4                                          | Sarah Gronert                             | Catalina Castaño Carina Witthöft       | Mariana Duque Tereza Mrdeža Korina Perkovic Anna Korzeniak                   |
| 1º agosto | Hechingen Ladies Open 2011 Hechingen, Germania Terra rossa $25 000 Singolare – Doppio                                  | Sandra Klemenschits Tatjana Maria 4–6, 6–2, [10–7]              | Korina Perkovic Laura Siegemund           | Catalina Castaño Carina Witthöft       | Mariana Duque Tereza Mrdeža Korina Perkovic Anna Korzeniak                   |
| 1º agosto | ITF Women's Circuit São Paulo 2011 San Paolo, Brasile Terra rossa $10 000 Singolare – Doppio                           | Maria Fernanda Alves 4–6, 7–5, 6–3                              | Beatriz Haddad Maia                       | Nathalia Rossi Nathaly Kurata          | Vivian Segnini Belen Luduena Fernanda Hermenegildo Agustína Serio            |
| 1º agosto | ITF Women's Circuit São Paulo 2011 San Paolo, Brasile Terra rossa $10 000 Singolare – Doppio                           | Carla Forte Beatriz Haddad Maia 6(5)–7, 6–3, [10–7]             | Isabella Robbiani Kyra Shroff             | Nathalia Rossi Nathaly Kurata          | Vivian Segnini Belen Luduena Fernanda Hermenegildo Agustína Serio            |
| 1º agosto | ITF Ladies Future Vienna 2011 Vienna, Austria Terra rossa $10 000 Singolare – Doppio                                   | Ilona Kramen' 6–1, 6–1                                          | Katerina Vanková                          | Sandra Martinović Simona Dobrá         | Patricia Haas Veronika Sepp Lucie Kriegsmannová Denisa Allertová             |
| 1º agosto | ITF Ladies Future Vienna 2011 Vienna, Austria Terra rossa $10 000 Singolare – Doppio                                   | Simona Dobrá Lucie Kriegsmannová 6–4, 6–1                       | Sandra Martinović Janina Toljan           | Sandra Martinović Simona Dobrá         | Patricia Haas Veronika Sepp Lucie Kriegsmannová Denisa Allertová             |
| 1º agosto | Rebecq Ladies Trophy 2011 Rebecq, Belgio Terra rossa $10 000 Singolare – Doppio                                        | Constance Sibille 6–3, 6–1                                      | Martina Gledacheva                        | Franziska Etzel Céline Ghesquière      | Eva Wacanno Sofie Oyen Victoire Mfoumouangana Ysaline Bonaventure            |
| 1º agosto | Rebecq Ladies Trophy 2011 Rebecq, Belgio Terra rossa $10 000 Singolare – Doppio                                        | Kim Kilsdonk Nicolette van Uitert 6–2, 6–2                      | Marie Benoît Kimberley Zimmermann         | Franziska Etzel Céline Ghesquière      | Eva Wacanno Sofie Oyen Victoire Mfoumouangana Ysaline Bonaventure            |
| 1º agosto | Savitaipale Ladies Open 2011 Savitaipale, Finlandia Terra rossa $10 000 Singolare – Doppio                             | Anett Kontaveit 6–3, 6–1                                        | Lisanne van Riet                          | Ksenia Kirillova Polina Vinogradova    | Piia Suomalainen Daria Mironova Dinah Pfizenmaier Nikola Horáková            |
| 1º agosto | Savitaipale Ladies Open 2011 Savitaipale, Finlandia Terra rossa $10 000 Singolare – Doppio                             | Ksenia Kirillova Anastasia Vovk 6–4, 7–6(6)                     | Hilda Melander Paulina Milosavljevic      | Ksenia Kirillova Polina Vinogradova    | Piia Suomalainen Daria Mironova Dinah Pfizenmaier Nikola Horáková            |
| 1º agosto | Anadolu Sigorta Cup 2011 Istanbul, Turchia Cemento $10 000 Singolare – Doppio                                          | Christina Shakovets 6–2, 6–1                                    | Diana Stomlega                            | Elixane Lechémia Isabella Šinikova     | Julija Samuseva Ashvarya Shrivastava Seda Arantekin Sofia Kvatsabaia         |
| 1º agosto | Anadolu Sigorta Cup 2011 Istanbul, Turchia Cemento $10 000 Singolare – Doppio                                          | Irina Ramialison Isabella Šinikova 3–6, 6–1, [10–8]             | Khristina Kazimova Christina Shakovets    | Elixane Lechémia Isabella Šinikova     | Julija Samuseva Ashvarya Shrivastava Seda Arantekin Sofia Kvatsabaia         |
| 1º agosto | Marek Wlodarczyk Memorial 2011 Iława, Polonia Terra rossa $10 000 Singolare – Doppio                                   | Ulrikke Eikeri 6–3, 6–2                                         | Tereza Smitková                           | Lina Lileikite Monika Širilová         | Huynh Phuong Dai Trang Martina Borecká Stephanie Scimone Weronika Domagała   |
| 1º agosto | Marek Wlodarczyk Memorial 2011 Iława, Polonia Terra rossa $10 000 Singolare – Doppio                                   | Huynh Phuong Dai Trang Magdalena Kiszczynska 2–6, 6–3, [10–7]   | Karolina Kosińska Aleksandra Rosolska     | Lina Lileikite Monika Širilová         | Huynh Phuong Dai Trang Martina Borecká Stephanie Scimone Weronika Domagała   |
| 8 agosto  | Emblem Health Bronx Open 2011 The Bronx, USA Cemento $50 000 Singolare – Doppio                                        | Andrea Hlaváčková 7–6(8), 6–3                                   | Mona Barthel                              | Camila Giorgi Mădălina Gojnea          | Karolína Plíšková Madison Brengle Romina Oprandi Tamaryn Hendler             |
| 8 agosto  | Emblem Health Bronx Open 2011 The Bronx, USA Cemento $50 000 Singolare – Doppio                                        | Megan Moulton-Levy Ahsha Rolle 6–3, 7–6(5)                      | Han Xinyun Jing-Jing Lu                   | Camila Giorgi Mădălina Gojnea          | Karolína Plíšková Madison Brengle Romina Oprandi Tamaryn Hendler             |
| 8 agosto  | Tatarstan Open 2011 Kazan', Russia Cemento $50 000+H Singolare – Doppio                                                | Julija Putinceva 6–4, 6–2                                       | Caroline Garcia                           | Nastas'sja Jakimava Vitalija D'jačenko | Evgenija Rodina Aleksandra Panova Valentina Ivachnenko Mihaela Buzărnescu    |
| 8 agosto  | Tatarstan Open 2011 Kazan', Russia Cemento $50 000+H Singolare – Doppio                                                | Ekaterina Ivanova Andreja Klepač w/o                            | Vitalija D'jačenko Aleksandra Panova      | Nastas'sja Jakimava Vitalija D'jačenko | Evgenija Rodina Aleksandra Panova Valentina Ivachnenko Mihaela Buzărnescu    |
| 8 agosto  | Flanders Ladies Trophy Koksijde 2011 Koksijde, Belgio Terra rossa $25 000 Singolare – Doppio                           | Kiki Bertens 6–2, 6–1                                           | Elica Kostova                             | Bibiane Schoofs Annalisa Bona          | Audrey Bergot Jana Čepelová Inés Ferrer Suárez Irina Chromačëva              |
| 8 agosto  | Flanders Ladies Trophy Koksijde 2011 Koksijde, Belgio Terra rossa $25 000 Singolare – Doppio                           | Kim Kilsdonk Nicolette van Uitert 5–7, 6–3, [10–8]              | Elyne Boeykens Nicky van Dyck             | Bibiane Schoofs Annalisa Bona          | Audrey Bergot Jana Čepelová Inés Ferrer Suárez Irina Chromačëva              |
| 8 agosto  | Reinert Open 2011 Versmold, Germania Terra rossa $25 000 Singolare – Doppio                                            | Mariana Duque 7–6(2), 7–5                                       | Scarlett Werner                           | Nina Zander Maša Zec Peškirič          | Dia Evtimova Catalina Castaño Dinah Pfizenmaier Tatjana Maria                |
| 8 agosto  | Reinert Open 2011 Versmold, Germania Terra rossa $25 000 Singolare – Doppio                                            | Elizaveta Ianchuk Julia Mayr 6–4, 6–3                           | Cecilia Costa Melgar Daniela Seguel       | Nina Zander Maša Zec Peškirič          | Dia Evtimova Catalina Castaño Dinah Pfizenmaier Tatjana Maria                |
| 8 agosto  | Torneo Città di Locri 2011 Locri, Italia Terra rossa $10 000 Singolare – Doppio                                        | Agnese Zucchini 2–6, 7–5, 6–4                                   | Ulrikke Eikeri                            | Anaève Pain Federica di Sarra          | Erika Zanchetta Yuka Higuchi Carolina Pillot Amandine Hesse                  |
| 8 agosto  | Torneo Città di Locri 2011 Locri, Italia Terra rossa $10 000 Singolare – Doppio                                        | Yuka Higuchi Hirono Watanabe 3–6, 6–3, [10–8]                   | Alessia Camplone Ulrikke Eikeri           | Anaève Pain Federica di Sarra          | Erika Zanchetta Yuka Higuchi Carolina Pillot Amandine Hesse                  |
| 8 agosto  | Trofeul Academia de Tenis Herastrau 2011 Bucarest, Romania Terra rossa $10 000 Singolare – Doppio                      | Cristina Dinu 7–6(5), 6–4                                       | Andreea Mitu                              | Morgane Pons Raluca Elena Platon       | Lisanne van Riet Sabina Lupu Lucia Butkovská Andreea Văideanu                |
| 8 agosto  | Trofeul Academia de Tenis Herastrau 2011 Bucarest, Romania Terra rossa $10 000 Singolare – Doppio                      | Cristina Dinu Camelia Hristea 1–6, 7–6(6), [10–4]               | Alexandra Damaschin Andreea Mitu          | Morgane Pons Raluca Elena Platon       | Lisanne van Riet Sabina Lupu Lucia Butkovská Andreea Văideanu                |
| 8 agosto  | Innsbruck Open 2011 Innsbruck, Austria Terra rossa $10 000 Singolare – Doppio                                          | Martina Kubicíková 6(5)–7, 7–5, 7–5                             | Zuzana Zálabská                           | Viktorija Kan Sara Sussarello          | Jasmin Steinherr Ilona Kramen' Veronika Sepp Janina Toljan                   |
| 8 agosto  | Innsbruck Open 2011 Innsbruck, Austria Terra rossa $10 000 Singolare – Doppio                                          | Viktorija Kan Ilona Kramen' 2–6, 6–3, [10–8]                    | Patricia Haas Veronika Sepp               | Viktorija Kan Sara Sussarello          | Jasmin Steinherr Ilona Kramen' Veronika Sepp Janina Toljan                   |
| 8 agosto  | Asturias Paraiso Natural 2011 Gijón, Spagna Cemento $10 000 Singolare – Doppio                                         | Arabela Fernández Rabener 6–3, 6–4                              | Diana Stomlega                            | Sylwia Zagórska Amy Bowtell            | Natalia Siedliska Ivonne Cavalle-Reimers Amanda Carreras Karolina Nowak      |
| 8 agosto  | Asturias Paraiso Natural 2011 Gijón, Spagna Cemento $10 000 Singolare – Doppio                                         | Amy Bowtell Lucy Brown w/o                                      | Amanda Carreras Andrea Gámiz              | Sylwia Zagórska Amy Bowtell            | Natalia Siedliska Ivonne Cavalle-Reimers Amanda Carreras Karolina Nowak      |
| 8 agosto  | Lacoste Dalyan Cup 2011 Istanbul, Turchia Terra rossa $10 000 Singolare – Doppio                                       | Réka-Luca Jani 6–4, 6–1                                         | Christina Shakovets                       | Quirine Lemoine Julie Coin             | Sasha Khabibulina Rocío de la Torre-Sánchez Julija Samuseva Irina Ramialison |
| 8 agosto  | Lacoste Dalyan Cup 2011 Istanbul, Turchia Terra rossa $10 000 Singolare – Doppio                                       | Magali de Lattre Lisa Whybourn 6–3, 2–6, [12–10]                | Sofia Kvatsabaia Isabella Šinikova        | Quirine Lemoine Julie Coin             | Sasha Khabibulina Rocío de la Torre-Sánchez Julija Samuseva Irina Ramialison |
| 8 agosto  | Senao Cup Women's Circuit 2011 Taipei, Taipei Cinese Cemento $10 000 Singolare – Doppio                                | Han Na-lae 6–3, rit.                                            | Emi Mutaguchi                             | Anna Tjul'pa Mari Tanaka               | Hsu Wen-hsin Grace Sari Ysidora Peangtarn Pliphuech Aki Yamasoto             |
| 8 agosto  | Senao Cup Women's Circuit 2011 Taipei, Taipei Cinese Cemento $10 000 Singolare – Doppio                                | Kao Shao-yuan Peangtarn Pliphuech 6–3, 6–4                      | Chan Hao-ching Chen Yi                    | Anna Tjul'pa Mari Tanaka               | Hsu Wen-hsin Grace Sari Ysidora Peangtarn Pliphuech Aki Yamasoto             |
| 8 agosto  | Doboj Ladies Open 2011 Doboj, Bosnia Erzegovina Terra rossa $10 000 Singolare – Doppio                                 | Indire Akiki 6–3, 6–1                                           | Vivien Juhászová                          | Martina Borecká Gracia Radovanovic     | Zuzana Zlochová Barbara Sobaszkiewicz Dunja Šunkic Nicole Clerico            |
| 8 agosto  | Doboj Ladies Open 2011 Doboj, Bosnia Erzegovina Terra rossa $10 000 Singolare – Doppio                                 | Vivien Juhászová Barbara Sobaszkiewicz 7–5, 6–3                 | Martina Borecká Petra Krejsová            | Martina Borecká Gracia Radovanovic     | Zuzana Zlochová Barbara Sobaszkiewicz Dunja Šunkic Nicole Clerico            |
| 8 agosto  | Circuito Itaú de Tênis Feminino 2011 San Paolo, Brasile Terra rossa $10 000 Singolare – Doppio                         | Nathalia Rossi 6–2, 6–3                                         | Patricia Ku Flores                        | Nathaly Kurata Isabella Robbiani       | Eduarda Piai Beatriz Haddad Maia Gabriela Cé Carolina Zeballos               |
| 8 agosto  | Circuito Itaú de Tênis Feminino 2011 San Paolo, Brasile Terra rossa $10 000 Singolare – Doppio                         | Maria Fernanda Alves Fernanda Hermenegildo 7–6(6), 4–6, [14–12] | Eduarda Piai Karina Souza                 | Nathaly Kurata Isabella Robbiani       | Eduarda Piai Beatriz Haddad Maia Gabriela Cé Carolina Zeballos               |
| 8 agosto  | Copa Amboro 2011 Santa Cruz de la Sierra, Bolivia Terra rossa $10 000 Singolare – Doppio                               | María Irigoyen 6–2, 6–3                                         | Andrea Koch-Benvenuto                     | Carla Lucero María Inés Deheza         | María Paula Deheza Paula López Tatiana Búa Guadalupe Moreno                  |
| 8 agosto  | Copa Amboro 2011 Santa Cruz de la Sierra, Bolivia Terra rossa $10 000 Singolare – Doppio                               | María Irigoyen Andrea Koch-Benvenuto 6–2, 6–1                   | Jazmin Britos Giovanna Tomita             | Carla Lucero María Inés Deheza         | María Paula Deheza Paula López Tatiana Búa Guadalupe Moreno                  |
| 15 agosto | Internazionali Femminili di Tennis dell'Umbria 2011 Todi, Italia Terra rossa $10 000 Singolare – Doppio                | Alice Moroni 6–1, 4–6, 6–3                                      | Alice Balducci                            | Benedetta Davato Federica di Sarra     | Karolina Nowak Erika Zanchetta Chiara Mendo Federica Quercia                 |
| 15 agosto | Internazionali Femminili di Tennis dell'Umbria 2011 Todi, Italia Terra rossa $10 000 Singolare – Doppio                | Federica di Sarra Angelica Moratelli 7–6(6), 7–5                | Stephanie Bengson Kirsten Flower          | Benedetta Davato Federica di Sarra     | Karolina Nowak Erika Zanchetta Chiara Mendo Federica Quercia                 |
| 15 agosto | WSH Open 2011 Ratingen, Germania Terra rossa $10 000 Singolare – Doppio                                                | Scarlett Werner 6–0, 7–5                                        | Elizaveta Ianchuk                         | Dinah Pfizenmaier Anna Klasen          | Karolina Wlodarczak Marina Mel'nikova Franziska Etzel Sandra Zaniewska       |
| 15 agosto | WSH Open 2011 Ratingen, Germania Terra rossa $10 000 Singolare – Doppio                                                | Elizaveta Ianchuk Karolina Wlodarczak 3–6, 6–1, [10–2]          | Katharina Hering Dinah Pfizenmaier        | Dinah Pfizenmaier Anna Klasen          | Karolina Wlodarczak Marina Mel'nikova Franziska Etzel Sandra Zaniewska       |
| 15 agosto | Westend Ladies Tennis Cup 2011 Westende-Middlekerke, Belgio Cemento $10 000 Singolare – Doppio                         | Lu Jiajing 6–4, 7–6(4)                                          | Donna Vekić                               | Émilie Bacquet Amy Bowtell             | Elyne Boeykens Isabel Rapisarda-Calvo Kimberley Zimmermann Julia Wachaczyk   |
| 15 agosto | Westend Ladies Tennis Cup 2011 Westende-Middlekerke, Belgio Cemento $10 000 Singolare – Doppio                         | Donna Vekić Alexandra Walker 6–4, 6–3                           | Anouk Delefortrie Deborah Kerfs           | Émilie Bacquet Amy Bowtell             | Elyne Boeykens Isabel Rapisarda-Calvo Kimberley Zimmermann Julia Wachaczyk   |
| 15 agosto | Sergei Maximov Memorial 2011 San Pietroburgo, Russia Terra rossa $10 000 Singolare – Doppio                            | Polina Vinogradova 3–6, 6–2, 6–1                                | Tatiana Kotelnikova                       | Elena Kulikova Julija Samuseva         | Margarita Gasparjan Daria Mironova Anna Smolina Polina Rodionova             |
| 15 agosto | Sergei Maximov Memorial 2011 San Pietroburgo, Russia Terra rossa $10 000 Singolare – Doppio                            | Anastasia Frolova Polina Vinogradova 6–2, 6–2                   | Tatiana Kotelnikova Maria Zharkova        | Elena Kulikova Julija Samuseva         | Margarita Gasparjan Daria Mironova Anna Smolina Polina Rodionova             |
| 15 agosto | JHOPEN 2011 Pieštany, Slovacchia Terra rossa $10 000 Singolare – Doppio                                                | Hilda Melander 6–3, 6–3                                         | Denisa Allertová                          | Klaudia Boczová Martina Borecká        | Paula Kania Tereza Martincová Martina Kubicíková Diana Šumová                |
| 15 agosto | JHOPEN 2011 Pieštany, Slovacchia Terra rossa $10 000 Singolare – Doppio                                                | Simona Dobrá Lucie Kriegsmannová 6–4, 6–2                       | Paula Kania Martina Kubicíková            | Klaudia Boczová Martina Borecká        | Paula Kania Tereza Martincová Martina Kubicíková Diana Šumová                |
| 15 agosto | ITF Women's Circuit Istanbul 2 2011 Istanbul, Turchia Cemento $10 000 Singolare – Doppio                               | Elina Svitolina 6–2, 6(5)–7, 6–0                                | Anja Prislan                              | Vlada Ėkšibarova Ellen Allgurin        | Ana Bogdan Christina Shakovets Tara Moore Magali de Lattre                   |
| 15 agosto | ITF Women's Circuit Istanbul 2 2011 Istanbul, Turchia Cemento $10 000 Singolare – Doppio                               | Christina Shakovets Ashvarya Shrivastava 6–1, 6–3               | Tara Moore Lisa Whybourn                  | Vlada Ėkšibarova Ellen Allgurin        | Ana Bogdan Christina Shakovets Tara Moore Magali de Lattre                   |
| 15 agosto | Trofeul Ilie Nastase 2011 Arad, Romania Terra rossa $10 000 Singolare – Doppio                                         | Diana Enache 6–1, 1–0, ret.                                     | Raluca Elena Platon                       | Andreea Mitu Ioana Loredana Rosca      | Morgane Pons Elena-Theodora Cadar Liu Min Tereza Smitková                    |
| 15 agosto | Trofeul Ilie Nastase 2011 Arad, Romania Terra rossa $10 000 Singolare – Doppio                                         | Diana Enache Andreea Văideanu 6–3, 6(4)–7, [16–14]              | Bianca Hîncu Diana Marcu                  | Andreea Mitu Ioana Loredana Rosca      | Morgane Pons Elena-Theodora Cadar Liu Min Tereza Smitková                    |
| 15 agosto | Senao Cup Women's Circuit 2 2011 Taipei, Taipei Cinese Cemento $10 000 Singolare – Doppio                              | Lee Hua-chen 6–2, 6–2                                           | Lee Ya-hsuan                              | Han Na-lae Grace Sari Ysidora          | Chen Yi Mari Tanaka Lee So-ra Yang Zi                                        |
| 15 agosto | Senao Cup Women's Circuit 2 2011 Taipei, Taipei Cinese Cemento $10 000 Singolare – Doppio                              | Miyabi Inoue Mari Tanaka 7–5, 2–6, [10–7]                       | Chae Kyung-yee Kim Hae-sung               | Han Na-lae Grace Sari Ysidora          | Chen Yi Mari Tanaka Lee So-ra Yang Zi                                        |
| 15 agosto | Brcko Ladies Open 2011 Brčko, Bosnia Erzegovina Terra rossa $10 000 Singolare – Doppio                                 | Tjasa Srimpf 6–3, 6–3                                           | Tena Lukas                                | Dalia Zafirova Julija Stamatova        | Bárbara Luz Gracia Radovanovic Vivien Juhászová Saška Gavrilovska            |
| 15 agosto | Brcko Ladies Open 2011 Brčko, Bosnia Erzegovina Terra rossa $10 000 Singolare – Doppio                                 | Silvia Njirić Zuzana Zlochová 6–4, 6–3                          | Nicole Clerico Maria Masini               | Dalia Zafirova Julija Stamatova        | Bárbara Luz Gracia Radovanovic Vivien Juhászová Saška Gavrilovska            |
| 15 agosto | ITF Women's Circuit La Paz 2011 La Paz, Bolivia Terra rossa $10 000 Singolare – Doppio                                 | Andrea Koch-Benvenuto 6–0, 7–6(1)                               | María Irigoyen                            | Guadalupe Moreno Maria Fernanda Alves  | Jazmin Britos Patricia Ku Flores Carla Lucero Libby Muma                     |
| 15 agosto | ITF Women's Circuit La Paz 2011 La Paz, Bolivia Terra rossa $10 000 Singolare – Doppio                                 | María Irigoyen Andrea Koch-Benvenuto 6–2, 6–2                   | Carla Lucero Luciana Sarmenti             | Guadalupe Moreno Maria Fernanda Alves  | Jazmin Britos Patricia Ku Flores Carla Lucero Libby Muma                     |
| 22 agosto | ITK Open 2011 Istanbul, Turchia Cemento $50 000 Singolare – Doppio                                                     | Victoria Larrière 6–3, 1–6, 7–5                                 | Sarah Gronert                             | Annika Beck Jasmina Tinjic             | Sofia Shapatava Gioia Barbieri Ryoko Fuda Elina Svitolina                    |
| 22 agosto | ITK Open 2011 Istanbul, Turchia Cemento $50 000 Singolare – Doppio                                                     | Julie Coin Eva Hrdinová 6–4, 7–5                                | Sandra Klemenschits Irena Pavlović        | Annika Beck Jasmina Tinjic             | Sofia Shapatava Gioia Barbieri Ryoko Fuda Elina Svitolina                    |
| 22 agosto | Synot Tip Open 2011 Praga, Repubblica Ceca Terra rossa $25 000 Singolare – Doppio                                      | Jana Čepelová 7–6(6), 6–4                                       | Bibiane Schoofs                           | Sandra Záhlavová Tina Schiechtl        | Annalisa Bona Conny Perrin Paula Ormaechea Maša Zec Peškirič                 |
| 22 agosto | Synot Tip Open 2011 Praga, Repubblica Ceca Terra rossa $25 000 Singolare – Doppio                                      | Iveta Gerlová Lucie Kriegsmannová 6(8)–7, 6–1, [10–8]           | Jana Čepelová Katarzyna Piter             | Sandra Záhlavová Tina Schiechtl        | Annalisa Bona Conny Perrin Paula Ormaechea Maša Zec Peškirič                 |
| 22 agosto | Trofeo CPZ 2011 Bagnatica, Italia Terra rossa $10 000 Singolare – Doppio                                               | Ulrikke Eikeri 6–4, 6–4                                         | Ani Amiraghyan                            | Elisa Balsamo Alice Moroni             | Federica Quercia Jelena Simic Benedetta Davato Giulia Gabba                  |
| 22 agosto | Trofeo CPZ 2011 Bagnatica, Italia Terra rossa $10 000 Singolare – Doppio                                               | Alice Balducci Benedetta Davato 6–4, 6(8)–7, [12–10]            | Stephanie Bengson Kirsten Flower          | Elisa Balsamo Alice Moroni             | Federica Quercia Jelena Simic Benedetta Davato Giulia Gabba                  |
| 22 agosto | Vinkovci Open 2011 Vinkovci, Croazia Terra rossa $10 000 Singolare – Doppio                                            | Indire Akiki 3–6, 6–0, 6–2                                      | Jovana Jakšić                             | Katharina Negrin Maria Mokh            | Katja Milas Nataša Zorić Tena Lukas Sarah-Rebecca Sekulic                    |
| 22 agosto | Vinkovci Open 2011 Vinkovci, Croazia Terra rossa $10 000 Singolare – Doppio                                            | Silvia Njirić Karla Popovic 6–2, 6–3                            | Lisa Brinkmann Maria Mokh                 | Katharina Negrin Maria Mokh            | Katja Milas Nataša Zorić Tena Lukas Sarah-Rebecca Sekulic                    |
| 22 agosto | Country Club Cochabamba Cup 2011 Cochabamba, Bolivia Terra rossa $10 000 Singolare – Doppio                            | Lenka Broošová 7–5, 6(7)–7, 6–2                                 | Tatiana Búa                               | María Irigoyen Patricia Ku Flores      | Guadalupe Moreno Carla Lucero Barbara Montiel Ornella Caron                  |
| 22 agosto | Country Club Cochabamba Cup 2011 Cochabamba, Bolivia Terra rossa $10 000 Singolare – Doppio                            | María Irigoyen Carla Lucero 6–2, 6–3                            | Lenka Broošová Daiana Negreanu            | María Irigoyen Patricia Ku Flores      | Guadalupe Moreno Carla Lucero Barbara Montiel Ornella Caron                  |
| 22 agosto | Circuito Feminino de Tenis do Estado de São Paulo 2011 Mogi das Cruzes, Brasile Terra rossa $10 000 Singolare – Doppio | Maria Fernanda Alves 6–1, 6–4                                   | Nathalia Rossi                            | Natasha Lotuffo Eduarda Piai           | Paula Feitosa Flávia Guimarães Bueno Liz Tatiane Koehler Bogarin Gabriela Cé |
| 22 agosto | Circuito Feminino de Tenis do Estado de São Paulo 2011 Mogi das Cruzes, Brasile Terra rossa $10 000 Singolare – Doppio | Flávia Dechandt Araújo Laura Pigossi 7–6(3), 4–6, [12–10]       | Eduarda Piai Karina Venditti              | Natasha Lotuffo Eduarda Piai           | Paula Feitosa Flávia Guimarães Bueno Liz Tatiane Koehler Bogarin Gabriela Cé |
| 22 agosto | The Green Women's Circuit 2011 Saitama, Giappone Cemento $10 000 Singolare – Doppio                                    | Ayumi Oka 6–3, 6–4                                              | Duan Yingying                             | Chan Wing-yau Hu Yueyue                | Maya Kato Mami Adachi Chihiro Takayama Liang Chen                            |
| 22 agosto | The Green Women's Circuit 2011 Saitama, Giappone Cemento $10 000 Singolare – Doppio                                    | Liang Chen Liu Wanting 6–3, 5–7, [11–9]                         | Akari Inoue Ayumi Oka                     | Chan Wing-yau Hu Yueyue                | Maya Kato Mami Adachi Chihiro Takayama Liang Chen                            |
| 22 agosto | ITF Femenil San Luis Potosí 2011 San Luis Potosí, Messico Cemento $10 000 Singolare – Doppio                           | Mónica Puig 6–3, 6–0                                            | Nika Kukharchuk                           | Nadia Abdala Lena Litvak               | Sasha Khabibulina Carolina Betancourt Mayo Hibi Jessica Roland-Rosario       |
| 22 agosto | ITF Femenil San Luis Potosí 2011 San Luis Potosí, Messico Cemento $10 000 Singolare – Doppio                           | Nika Kukharchuk Lena Litvak 6–1, 6–4                            | Andrea Benítez Margaret Lumia             | Nadia Abdala Lena Litvak               | Sasha Khabibulina Carolina Betancourt Mayo Hibi Jessica Roland-Rosario       |
| 22 agosto | KELAG Ladies Open 2011 Pörtschach, Austria Terra rossa $10 000 Singolare – Doppio                                      | Viktorija Kan 4–6, 6–2, 6–3                                     | Diana Šumová                              | Martina Kubicíková Veronika Sepp       | Katerina Vanková Ilona Kramen' Francesca Fusinato Jasmin Steinherr           |
| 22 agosto | KELAG Ladies Open 2011 Pörtschach, Austria Terra rossa $10 000 Singolare – Doppio                                      | Viktorija Kan Ilona Kramen' 6–1, 6–3                            | Pia Konig Yvonne Neuwirth                 | Martina Kubicíková Veronika Sepp       | Katerina Vanková Ilona Kramen' Francesca Fusinato Jasmin Steinherr           |
| 22 agosto | Braunschweig Women's Open 2011 Braunschweig, Germania Terra rossa $10 000 Singolare – Doppio                           | Dinah Pfizenmaier 7–6(5), 6–1                                   | Syna Kayser                               | Katharina Lehnert Vanessa Henke        | Korina Perkovic Vivian Heisen Karen Barbat Anna-Lena Friedsam                |
| 22 agosto | Braunschweig Women's Open 2011 Braunschweig, Germania Terra rossa $10 000 Singolare – Doppio                           | Karen Barbat Huynh Phuong Dai Trang 6–2, 6–4                    | Sabrina Baumgarten Katharina Lehnert      | Katharina Lehnert Vanessa Henke        | Korina Perkovic Vivian Heisen Karen Barbat Anna-Lena Friedsam                |
| 22 agosto | Twents Open 2011 Enschede, Paesi Bassi Terra rossa $10 000 Singolare – Doppio                                          | Sandra Martinović 2–6, 6–4, 6–4                                 | Lesley Kerkhove                           | Franziska Etzel Morgane Pons           | Bernice van de Velde Lisanne van Riet Agata Barańska Nicolette van Uitert    |
| 22 agosto | Twents Open 2011 Enschede, Paesi Bassi Terra rossa $10 000 Singolare – Doppio                                          | Anna-Maria Levers Catrin Levers 6–1, 7–6(4)                     | Natalia Siedliska Sylwia Zagórska         | Franziska Etzel Morgane Pons           | Bernice van de Velde Lisanne van Riet Agata Barańska Nicolette van Uitert    |
| 22 agosto | Modal Euro-Ten du Pays de Charleroi 2011 Charleroi, Belgio Terra rossa $10 000 Singolare – Doppio                      | Bermet Duvanaeva 2–6, 7–5, 6–1                                  | Martina Gledacheva                        | Veronika Kolárová Deng Ming Neng       | Nicky van Dyck Alexandra Walker Magdalena Kiszczynska Karolina Wlodarczak    |
| 22 agosto | Modal Euro-Ten du Pays de Charleroi 2011 Charleroi, Belgio Terra rossa $10 000 Singolare – Doppio                      | Lu Jia Xiang Lu Jiajing 6–3, 6–0                                | Magdalena Kiszczynska Karolina Wlodarczak | Veronika Kolárová Deng Ming Neng       | Nicky van Dyck Alexandra Walker Magdalena Kiszczynska Karolina Wlodarczak    |
| 22 agosto | Trofeul Florentia Mihai 2011 Bucarest, Romania Terra rossa $10 000 Singolare – Doppio                                  | Viktorija Kutuzova 6–2, 7–5                                     | Laura-Ioana Andrei                        | Mai Minokoshi Andreea Văideanu         | Camelia Hristea Sabina Lupu Ionela-Andreea Iova Raluca Elena Platon          |
| 22 agosto | Trofeul Florentia Mihai 2011 Bucarest, Romania Terra rossa $10 000 Singolare – Doppio                                  | Laura-Ioana Andrei Camelia Hristea 6–1, 7–5                     | Ionela-Andreea Iova Andreea Văideanu      | Mai Minokoshi Andreea Văideanu         | Camelia Hristea Sabina Lupu Ionela-Andreea Iova Raluca Elena Platon          |
| 29 agosto | Mamaia Idu Trophy 2011 Mamaia, Romania Terra rossa $25 000 Singolare – Doppio                                          | Andreea Mitu 6–3, 6–0                                           | Inés Ferrer Suárez                        | Viktorija Kutuzova Cristina Dinu       | Eva Fernández-Brugués Sofia Shapatava Andreea Văideanu Patricia Maria Tig    |
| 29 agosto | Mamaia Idu Trophy 2011 Mamaia, Romania Terra rossa $25 000 Singolare – Doppio                                          | Elena Bogdan Alexandra Cadanțu 6–2, 6–2                         | Marina Šamajko Sofia Shapatava            | Viktorija Kutuzova Cristina Dinu       | Eva Fernández-Brugués Sofia Shapatava Andreea Văideanu Patricia Maria Tig    |
| 29 agosto | Sekisho Challenge Open 2011 Tsukuba, Giappone Cemento $25 000 Singolare – Doppio                                       | Aiko Nakamura 6–3, 2–6, 6–3                                     | Chan Chin-wei                             | Misa Eguchi Tamaryn Hendler            | Erika Sema Qiang Wang Hu Yueyue Hsu Wen-hsin                                 |
| 29 agosto | Sekisho Challenge Open 2011 Tsukuba, Giappone Cemento $25 000 Singolare – Doppio                                       | Chan Chin-wei Hsu Wen-hsin 6–1, 6–1                             | Kim So-jung Erika Takao                   | Misa Eguchi Tamaryn Hendler            | Erika Sema Qiang Wang Hu Yueyue Hsu Wen-hsin                                 |
| 29 agosto | Città di Sanremo 2011 Sanremo, Italia Terra rossa $10 000 Singolare – Doppio                                           | Carolina Pillot 6–3, 6–3                                        | Stefania Chieppa                          | Benedetta Davato Federica Quercia      | Camilla Rosatello Valentine Confalonieri Amandine Hesse Georgia Brescia      |
| 29 agosto | Città di Sanremo 2011 Sanremo, Italia Terra rossa $10 000 Singolare – Doppio                                           | Benedetta Davato Camilla Rosatello 6–2, 6–4                     | Francesca Gariglio Giorgia Marchetti      | Benedetta Davato Federica Quercia      | Camilla Rosatello Valentine Confalonieri Amandine Hesse Georgia Brescia      |
| 29 agosto | Osijek Open 2011 Osijek, Croazia Terra rossa $10 000 Singolare – Doppio                                                | Petra Šunic 4–6, 6–0, 6–2                                       | Barbora Krejčíková                        | Jovana Jakšić Julija Stamatova         | Monika Staníková Monika Tumová Vaszilisza Bulgakova Silvia Njirić            |
| 29 agosto | Osijek Open 2011 Osijek, Croazia Terra rossa $10 000 Singolare – Doppio                                                | Aneta Dvoráková Barbora Krejčíková 7–5, 6–2                     | Diana Bogoliy Alena Tarasova              | Jovana Jakšić Julija Stamatova         | Monika Staníková Monika Tumová Vaszilisza Bulgakova Silvia Njirić            |
| 29 agosto | Coldec Open 2011 Apeldoorn, Paesi Bassi Terra rossa $10 000 Singolare – Doppio                                         | Myrtille Georges 7–5, 6–4                                       | Lesley Kerkhove                           | Alison van Uytvanck Eva Wacanno        | Albina Khabibulina Sandra Martinović Lu Jiajing Lu Jia Xiang                 |
| 29 agosto | Coldec Open 2011 Apeldoorn, Paesi Bassi Terra rossa $10 000 Singolare – Doppio                                         | Kim Kilsdonk Nicolette van Uitert 6–4, 6–0                      | Lu Jia Xiang Lu Jiajing                   | Alison van Uytvanck Eva Wacanno        | Albina Khabibulina Sandra Martinović Lu Jiajing Lu Jia Xiang                 |
| 29 agosto | ITF Women's Circuit Trimbach 2011 Trimbach, Svizzera Terra rossa $10 000 Singolare – Doppio                            | Katerina Vanková 6–3, 6–2                                       | Christina Shakovets                       | Veronika Sepp Bermet Duvanaeva         | Katerina Kramperová Syna Kayser Céline Cattaneo Carolin Daniels              |
| 29 agosto | ITF Women's Circuit Trimbach 2011 Trimbach, Svizzera Terra rossa $10 000 Singolare – Doppio                            | Xenia Knoll Christina Shakovets 6–3, 7–6(5)                     | Marisa Gianotti Katerina Kramperová       | Veronika Sepp Bermet Duvanaeva         | Katerina Kramperová Syna Kayser Céline Cattaneo Carolin Daniels              |
| 29 agosto | ITF Women's Circuit Yeongwol 2011 Yeongwol, Corea del Sud Cemento $10 000 Singolare – Doppio                           | Yoo Mi 6–1, 6–3                                                 | Lee Hua-chen                              | Chan Wing-yau Hong Seung-yeon          | Lee Pei-chi Kim Sung-jung Kim Ji-young Lee Se Jin                            |
| 29 agosto | ITF Women's Circuit Yeongwol 2011 Yeongwol, Corea del Sud Cemento $10 000 Singolare – Doppio                           | Kim Ji-young Yoo Mi 6–2, 6–4                                    | Kim Hae-sung Kim Ju-eun                   | Chan Wing-yau Hong Seung-yeon          | Lee Pei-chi Kim Sung-jung Kim Ji-young Lee Se Jin                            |
| 29 agosto | Sarajevo Ladies Open 2 2011 Sarajevo, Bosnia Erzegovina Terra rossa $25 000 Singolare – Doppio                         | Ani Mijacika 6–1, 3–6, 6–4                                      | Florencia Molinero                        | Katarzyna Kawa Danka Kovinić           | Julia Cohen Tereza Mrdeža Maria Abramović Nastassja Burnett                  |
| 29 agosto | Sarajevo Ladies Open 2 2011 Sarajevo, Bosnia Erzegovina Terra rossa $25 000 Singolare – Doppio                         | Maria Abramović Ana Vrljić 5–7, 7–6(3), [10–4]                  | Maria João Koehler Florencia Molinero     | Katarzyna Kawa Danka Kovinić           | Julia Cohen Tereza Mrdeža Maria Abramović Nastassja Burnett                  |

## Settembre
| Settimana    | Torneo | Vincitori                                                        | Finalisti                                       | Semifinalisti                                  | Eliminati ai quarti                                                          |
| ------------ | --- | ---------------------------------------------------------------- | ----------------------------------------------- | ---------------------------------------------- | ---------------------------------------------------------------------------- |
| 5 settembre  | Torneo Internazionale Regione Piemonte 2011 Biella, Italia Terra rossa $100 000 Singolare – Doppio                 | Alexandra Cadanțu 6–4, 6–3                                       | Mariana Duque                                   | Kaia Kanepi Margalita Chakhnašvili             | Karin Knapp Patricia Mayr-Achleitner Sharon Fichman Laura Pous Tió           |
| 5 settembre  | Torneo Internazionale Regione Piemonte 2011 Biella, Italia Terra rossa $100 000 Singolare – Doppio                 | Lara Arruabarrena-Vecino Ekaterina Ivanova 6–3, 0–6, [10–3]      | Janette Husárová Renata Voráčová                | Kaia Kanepi Margalita Chakhnašvili             | Karin Knapp Patricia Mayr-Achleitner Sharon Fichman Laura Pous Tió           |
| 5 settembre  | Saransk Cup 2011 Saransk, Russia Terra rossa $50 000 Singolare – Doppio                                            | Aleksandra Panova 6–0, 6–2                                       | Marina Mel'nikova                               | Veronyka Kapšaj Mihaela Buzărnescu             | Anastasija Pivovarova Viktorija Kan Valerija Solov'ëva Anastasіja Vasyl'jeva |
| 5 settembre  | Saransk Cup 2011 Saransk, Russia Terra rossa $50 000 Singolare – Doppio                                            | Mihaela Buzărnescu Teodora Mirčić 6–3, 6–1                       | Eva Hrdinová Veronyka Kapšaj                    | Veronyka Kapšaj Mihaela Buzărnescu             | Anastasija Pivovarova Viktorija Kan Valerija Solov'ëva Anastasіja Vasyl'jeva |
| 5 settembre  | TEAN International 2011 Alphen aan den Rijn, Paesi Bassi Terra rossa $25 000 Singolare – Doppio                    | Stephanie Vogt 6–2, 6–4                                          | Katarzyna Piter                                 | Angelique van der Meet Séverine Beltrame       | Ksenia Kirillova Andrea Gámiz Carina Witthöft Eva Fernández-Brugués          |
| 5 settembre  | TEAN International 2011 Alphen aan den Rijn, Paesi Bassi Terra rossa $25 000 Singolare – Doppio                    | Diana Enache Daniëlle Harmsen 6–2, 6(4)–7, [11–9]                | Katarzyna Piter Barbara Sobaszkiewicz           | Angelique van der Meet Séverine Beltrame       | Ksenia Kirillova Andrea Gámiz Carina Witthöft Eva Fernández-Brugués          |
| 5 settembre  | Royal Cup 2011 Podgorica, Montenegro Terra rossa $25 000 Singolare – Doppio                                        | Paula Ormaechea 6–1, 6–1                                         | Danka Kovinić                                   | Maria Abramović Florencia Molinero             | Karolina Nowak Diāna Marcinkēviča Tímea Babos Garbiñe Muguruza Blanco        |
| 5 settembre  | Royal Cup 2011 Podgorica, Montenegro Terra rossa $25 000 Singolare – Doppio                                        | Corinna Dentoni Florencia Molinero 6–4, 5–7, [10–5]              | Danka Kovinić Danica Krstajić                   | Maria Abramović Florencia Molinero             | Karolina Nowak Diāna Marcinkēviča Tímea Babos Garbiñe Muguruza Blanco        |
| 5 settembre  | Alice Springs Tennis International 2011 Alice Springs, Australia Cemento $25 000 Singolare – Doppio                | Olivia Rogowska 7–5, 7–5                                         | Isabella Holland                                | Sally Peers Akiko Ōmae                         | Keren Shlomo Storm Sanders Melanie South Tammi Patterson                     |
| 5 settembre  | Alice Springs Tennis International 2011 Alice Springs, Australia Cemento $25 000 Singolare – Doppio                | Maria Fernanda Alves Samantha Murray 3–6, 7–5, [10–3]            | Brooke Rischbieth Storm Sanders                 | Sally Peers Akiko Ōmae                         | Keren Shlomo Storm Sanders Melanie South Tammi Patterson                     |
| 5 settembre  | Noto International Women's Open 2011 Noto, Giappone Sintetico $25 000 Singolare – Doppio                           | Tamaryn Hendler 7–6(4), 6–1                                      | Misa Eguchi                                     | Erika Takao Varatchaya Wongteanchai            | Aiko Nakamura Ayumi Oka Kanae Hisami Sachie Ishizu                           |
| 5 settembre  | Noto International Women's Open 2011 Noto, Giappone Sintetico $25 000 Singolare – Doppio                           | Kanae Hisami Varatchaya Wongteanchai 1–6, 7–6(4), [14–12]        | Natsumi Hamamura Ayumi Oka                      | Erika Takao Varatchaya Wongteanchai            | Aiko Nakamura Ayumi Oka Kanae Hisami Sachie Ishizu                           |
| 5 settembre  | Tennis Organisation 6 2011 Antalya, Turchia Cemento $10 000 Singolare – Doppio                                     | Chieh-yu Hsu 6–4, 6–0                                            | Christina Shakovets                             | Lucia Butkovská Natela Dzalamidze              | Sasha Khabibulina Hülya Esen Alexandra Romanova Ana Bogdan                   |
| 5 settembre  | Tennis Organisation 6 2011 Antalya, Turchia Cemento $10 000 Singolare – Doppio                                     | Hülya Esen Lütfiye Esen 7–5, 7–5                                 | Magali de Lattre Christina Shakovets            | Lucia Butkovská Natela Dzalamidze              | Sasha Khabibulina Hülya Esen Alexandra Romanova Ana Bogdan                   |
| 5 settembre  | Torneo Internacional Femenino ITF Distrito Vicalvaro 2011 Madrid, Spagna Cemento $10 000 Singolare – Doppio        | Johanna Konta 6–2, 6–1                                           | Lucy Brown                                      | Lisa Whybourn Rocío de la Torre-Sánchez        | Lucía Cervera-Vázquez Carolina Prats-Millán Jade Windley Stefania Fadabini   |
| 5 settembre  | Torneo Internacional Femenino ITF Distrito Vicalvaro 2011 Madrid, Spagna Cemento $10 000 Singolare – Doppio        | Anna Fitzpatrick Jade Windley 0–6, 6–1, [10–8]                   | Rocío de la Torre-Sánchez Georgina García Pérez | Lisa Whybourn Rocío de la Torre-Sánchez        | Lucía Cervera-Vázquez Carolina Prats-Millán Jade Windley Stefania Fadabini   |
| 5 settembre  | Trofeo Società Gestioni Energetiche 2011 Casale Monferrato, Italia Terra rossa $10 000 Singolare – Doppio          | Bianca Botto 6–2, 6–1                                            | Erika Zanchetta                                 | Chiara Mendo Lisa-Maria Moser                  | Giulia Pasini Amandine Hesse Tereza Martincová Cindy Burger                  |
| 5 settembre  | Trofeo Società Gestioni Energetiche 2011 Casale Monferrato, Italia Terra rossa $10 000 Singolare – Doppio          | Giulia Gabba Irina Smirnova 6–1, 6–3                             | Morgane Pons Alice Tisset                       | Chiara Mendo Lisa-Maria Moser                  | Giulia Pasini Amandine Hesse Tereza Martincová Cindy Burger                  |
| 5 settembre  | ITF Women's Circuit Yeongwol 2 2011 Yeongwol, Corea del Sud Cemento $10 000 Singolare – Doppio                     | Chan Wing-yau 6–2, 6–3                                           | Yuan Yue                                        | Kim Sun-jung Kim Ju-eun                        | Han Na-lae Hong Seung-yeon Yea Hyojung Hong Hyun-hui                         |
| 5 settembre  | ITF Women's Circuit Yeongwol 2 2011 Yeongwol, Corea del Sud Cemento $10 000 Singolare – Doppio                     | Kim Ji-young Kim Jin-hee 6–1, 6–1                                | Lee Hua-chen Lee Pei-chi                        | Kim Sun-jung Kim Ju-eun                        | Han Na-lae Hong Seung-yeon Yea Hyojung Hong Hyun-hui                         |
| 5 settembre  | ITF Women's Circuit Mytilene 2011 Mytilene, Grecia Cemento $10 000 Singolare – Doppio                              | Deniz Khazaniuk 6–4, 7–5                                         | Ofri Lankri                                     | Maria Sakkarī Nuria Parrizas Díaz              | Ximena Hermoso Laura Schäder Nicola George Beatriz Morales Hernández         |
| 5 settembre  | ITF Women's Circuit Mytilene 2011 Mytilene, Grecia Cemento $10 000 Singolare – Doppio                              | Martina Caciotti Maria Masini 3–6, 6–0, [10–2]                   | Rona Lavian Ekaterina Tour                      | Maria Sakkarī Nuria Parrizas Díaz              | Ximena Hermoso Laura Schäder Nicola George Beatriz Morales Hernández         |
| 12 settembre | Ningbo Challenger 2011 Ningbo, Cina Cemento $100 000+H Singolare – Doppio                                          | Nastas'sja Jakimava 7–6(3), 6–3                                  | Erika Sema                                      | Xu Yifan Stéphanie Foretz Gacon                | Hu Yueyue Chang Kai-chen Tetjana Lužans'ka Aiko Nakamura                     |
| 12 settembre | Ningbo Challenger 2011 Ningbo, Cina Cemento $100 000+H Singolare – Doppio                                          | Tetjana Lužans'ka Zheng Saisai 6–4, 5–7, [10–4]                  | Chan Chin-wei Han Xinyun                        | Xu Yifan Stéphanie Foretz Gacon                | Hu Yueyue Chang Kai-chen Tetjana Lužans'ka Aiko Nakamura                     |
| 12 settembre | Allianz Cup 2011 Sofia, Bulgaria Terra rossa $100 000 Singolare – Doppio                                           | Sílvia Soler Espinosa 2–6, 6–6, ret.                             | Romina Oprandi                                  | Alexandra Cadanțu Mathilde Johansson           | Johanna Larsson Mariana Duque Alizé Cornet Andreea Mitu                      |
| 12 settembre | Allianz Cup 2011 Sofia, Bulgaria Terra rossa $100 000 Singolare – Doppio                                           | Nina Bratčikova Darija Jurak 6–4, 7–5                            | Alexandra Cadanțu Ioana Raluca Olaru            | Alexandra Cadanțu Mathilde Johansson           | Johanna Larsson Mariana Duque Alizé Cornet Andreea Mitu                      |
| 12 settembre | Zagreb Ladies Open 2011 Zagabria, Croazia Terra rossa $50 000+H Singolare – Doppio                                 | Dia Evtimova 6–2, 6–2                                            | Anastasija Pivovarova                           | Bibiane Schoofs Mihaela Buzărnescu             | Kristina Barrois Katalin Marosi Corinna Dentoni Ani Mijacika                 |
| 12 settembre | Zagreb Ladies Open 2011 Zagabria, Croazia Terra rossa $50 000+H Singolare – Doppio                                 | Maria João Koehler Katalin Marosi 6–0, 6–3                       | Maria Abramović Mihaela Buzărnescu              | Bibiane Schoofs Mihaela Buzărnescu             | Kristina Barrois Katalin Marosi Corinna Dentoni Ani Mijacika                 |
| 12 settembre | Open Krys de Mont-de-Marsan 2011 Mont-de-Marsan, Francia Terra rossa $25 000 Singolare – Doppio                    | Bianca Botto 6–2, 6–4                                            | Laura Thorpe                                    | Patrycja Sanduska Conny Perrin                 | Alizé Lim Céline Cattaneo Karolina Nowak Despina Papamichail                 |
| 12 settembre | Open Krys de Mont-de-Marsan 2011 Mont-de-Marsan, Francia Terra rossa $25 000 Singolare – Doppio                    | Karolina Nowak Conny Perrin 2–6, 6–2, [10–7]                     | Céline Cattaneo Natalia Orlova                  | Patrycja Sanduska Conny Perrin                 | Alizé Lim Céline Cattaneo Karolina Nowak Despina Papamichail                 |
| 12 settembre | Rotterdam Open 2011 Rotterdam, Paesi Bassi Terra rossa $25 000 Singolare – Doppio                                  | Dinah Pfizenmaier 3–6, 6–1, 6–1                                  | Stephanie Vogt                                  | Lina Stančiūtė Richèl Hogenkamp                | Katarzyna Piter Cristina Dinu Romana Tabaková Sofija Kovalec                 |
| 12 settembre | Rotterdam Open 2011 Rotterdam, Paesi Bassi Terra rossa $25 000 Singolare – Doppio                                  | Leonie Mekel Anouk Tigu 6–4, 7–5                                 | Ana-Clara Duarte Vivian Segnini                 | Lina Stančiūtė Richèl Hogenkamp                | Katarzyna Piter Cristina Dinu Romana Tabaková Sofija Kovalec                 |
| 12 settembre | USTA Challenger of Redding 2011 Redding, USA Cemento $25 000 Singolare – Doppio                                    | Julia Boserup 6–4, 2–6, 6–3                                      | Ol'ga Pučkova                                   | Yuliana Lizarazo Allie Will                    | Camila Giorgi Yasmin Schnack Lauren Davis Kurumi Nara                        |
| 12 settembre | USTA Challenger of Redding 2011 Redding, USA Cemento $25 000 Singolare – Doppio                                    | Maria Sánchez Yasmin Schnack 7–6(2), 4–6, [10–7]                 | Brittany Augustine Whitney Jones                | Yuliana Lizarazo Allie Will                    | Camila Giorgi Yasmin Schnack Lauren Davis Kurumi Nara                        |
| 12 settembre | Cairns Tennis International 2011 Cairns, Australia Cemento $25 000 Singolare – Doppio                              | Casey Dellacqua 6–4, 7–6(3)                                      | Sandra Zaniewska                                | Ayu-Fani Damayanti Jessy Rompies               | Maria Fernanda Alves Isabella Holland Azra Hadzic Bojana Bobusic             |
| 12 settembre | Cairns Tennis International 2011 Cairns, Australia Cemento $25 000 Singolare – Doppio                              | Ayu-Fani Damayanti Jessy Rompies 6–3, 6–3                        | Maria Fernanda Alves Samantha Murray            | Ayu-Fani Damayanti Jessy Rompies               | Maria Fernanda Alves Isabella Holland Azra Hadzic Bojana Bobusic             |
| 12 settembre | Yusa Open 2011 Kyoto, Giappone Sintetico $10 000 Singolare – Doppio                                                | Kazusa Ito 6–3, 3–6, 6–4                                         | Akiko Yonemura                                  | Aki Yamasoto Makiho Kozawa                     | Miharu Imanishi Sakiko Shimizu Ayumi Oka Kanae Hisami                        |
| 12 settembre | Yusa Open 2011 Kyoto, Giappone Sintetico $10 000 Singolare – Doppio                                                | Miyu Katō Riko Sawayanagi 6–4, 7–6(5)                            | Kazusa Ito Tomoko Taira                         | Aki Yamasoto Makiho Kozawa                     | Miharu Imanishi Sakiko Shimizu Ayumi Oka Kanae Hisami                        |
| 12 settembre | ITF Women's Circuit São José dos Campos 2 2011 São José dos Campos, Brasile Terra rossa $10 000 Singolare – Doppio | María Irigoyen 6–0, 6–0                                          | Carolina Zeballos                               | Carla Lucero Nathaly Kurata                    | Isabella Robbiani Eduarda Piai Guadalupe Pérez Rojas Nathalia Rossi          |
| 12 settembre | ITF Women's Circuit São José dos Campos 2 2011 São José dos Campos, Brasile Terra rossa $10 000 Singolare – Doppio | Flávia Dechandt Araújo Laura Pigossi 3–6, 7–5, [10–8]            | María Irigoyen Carla Lucero                     | Carla Lucero Nathaly Kurata                    | Isabella Robbiani Eduarda Piai Guadalupe Pérez Rojas Nathalia Rossi          |
| 12 settembre | ITF Women's Circuit Lleida 2011 Lleida, Spagna Terra rossa $10 000 Singolare – Doppio                              | Viktorija Golubic 6–1, 7–6(5)                                    | Lucía Cervera-Vázquez                           | Paula Mocete-Talamantes Ivonne Cavallé-Reimers | Rocío de la Torre-Sánchez Agustina Lepore Zhang Nannan Carolina Prats-Millán |
| 12 settembre | ITF Women's Circuit Lleida 2011 Lleida, Spagna Terra rossa $10 000 Singolare – Doppio                              | Ivonne Cavallé-Reimers Isabel Rapisarda-Calvo 6–2, 7–6(5)        | Arabela Fernández Rabener Viktorija Golubic     | Paula Mocete-Talamantes Ivonne Cavallé-Reimers | Rocío de la Torre-Sánchez Agustina Lepore Zhang Nannan Carolina Prats-Millán |
| 12 settembre | Tennis Organisation 7 2011 Antalya, Turchia Cemento $10 000 Singolare – Doppio                                     | Nikola Franková 6–4, 6–3                                         | Francesca Stephenson                            | Melis Sezer Ana Bogdan                         | Sasha Khabibulina Chieh-yu Hsu Natela Dzalamidze Başak Eraydın               |
| 12 settembre | Tennis Organisation 7 2011 Antalya, Turchia Cemento $10 000 Singolare – Doppio                                     | Lucia Butkovská Chieh-yu Hsu 6–2, 6–2                            | Khristina Kazimova Sasha Khabibulina            | Melis Sezer Ana Bogdan                         | Sasha Khabibulina Chieh-yu Hsu Natela Dzalamidze Başak Eraydın               |
| 12 settembre | Tbilisi Open 2011 Tbilisi, Georgia Terra rossa $10 000 Singolare – Doppio                                          | Tatia Mikadze 6–0, 6–2                                           | Sofia Kvatsabaia                                | Polina Monova Ani Amiraghyan                   | Maryna Zanevs'ka Nadya Kolb Alina Wessel Mayya Katsitadze                    |
| 12 settembre | Tbilisi Open 2011 Tbilisi, Georgia Terra rossa $10 000 Singolare – Doppio                                          | Sofia Kvatsabaia Tatia Mikadze 6–1, 6–3                          | Anastasiýa Prenko Viktoria Yemialyanava         | Polina Monova Ani Amiraghyan                   | Maryna Zanevs'ka Nadya Kolb Alina Wessel Mayya Katsitadze                    |
| 12 settembre | Save Cup 2011 Mestre, Italia Terra rossa $50 000 Singolare – Doppio                                                | Mona Barthel 7–5, 6–2                                            | Garbiñe Muguruza Blanco                         | Sandra Záhlavová Tereza Mrdeža                 | Anna Floris Margalita Chakhnašvili Ekaterina Ivanova Renata Voráčová         |
| 12 settembre | Save Cup 2011 Mestre, Italia Terra rossa $50 000 Singolare – Doppio                                                | Valentina Ivachnenko Marina Mel'nikova 6–4, 7–5                  | Tímea Babos Magda Linette                       | Sandra Záhlavová Tereza Mrdeža                 | Anna Floris Margalita Chakhnašvili Ekaterina Ivanova Renata Voráčová         |
| 12 settembre | Markopoulo Mesogea Tournament 2011 Porto Rafti, Grecia Cemento $10 000 Singolare – Doppio                          | Ximena Hermoso 4–6, 6–4, 6–2                                     | Ofri Lankri                                     | Deniz Khazaniuk Stephanie Scimone              | Agni Stefanou Nuria Parrizas Díaz Martina Caciotti Maria Sakkarī             |
| 12 settembre | Markopoulo Mesogea Tournament 2011 Porto Rafti, Grecia Cemento $10 000 Singolare – Doppio                          | Natalia Siedliska Sylwia Zagórska 6–4, 6–0                       | Weronika Domagała Natalia Kolat                 | Deniz Khazaniuk Stephanie Scimone              | Agni Stefanou Nuria Parrizas Díaz Martina Caciotti Maria Sakkarī             |
| 19 settembre | Open GDF SUEZ de Bretagne 2011 Saint-Malo, Francia Terra rossa $100 000+H Singolare – Doppio                       | Sorana Cîrstea 6–2, 6–2                                          | Sílvia Soler Espinosa                           | Stefanie Vögele Mathilde Johansson             | Lucie Hradecká Laura Pous Tió Kiki Bertens Johanna Larsson                   |
| 19 settembre | Open GDF SUEZ de Bretagne 2011 Saint-Malo, Francia Terra rossa $100 000+H Singolare – Doppio                       | Johanna Larsson Jasmin Wöhr 6–4, 6–2                             | Nina Bratčikova Darija Jurak                    | Stefanie Vögele Mathilde Johansson             | Lucie Hradecká Laura Pous Tió Kiki Bertens Johanna Larsson                   |
| 19 settembre | Coleman Vision Tennis Championships 2011 Albuquerque, USA Cemento $75 000 Singolare – Doppio                       | Regina Kulikova 7–5, 6–3                                         | Anna Tatišvili                                  | Aleksandra Wozniak Edina Gallovits-Hall        | Lauren Davis Camila Giorgi Mirjana Lučić Amanda Fink                         |
| 19 settembre | Coleman Vision Tennis Championships 2011 Albuquerque, USA Cemento $75 000 Singolare – Doppio                       | Alexa Glatch Asia Muhammad 4–6, 6–3, [10–2]                      | Grace Min Melanie Oudin                         | Aleksandra Wozniak Edina Gallovits-Hall        | Lauren Davis Camila Giorgi Mirjana Lučić Amanda Fink                         |
| 19 settembre | AEGON Pro Series Shrewsbury 2011 Shrewsbury, Gran Bretagna Cemento $75 000 Singolare – Doppio                      | Mona Barthel 6–0, 6–3                                            | Heather Watson                                  | Ekaterina Byčkova Annika Beck                  | Anne Keothavong Tatjana Maria Vitalija D'jačenko Naomi Broady                |
| 19 settembre | AEGON Pro Series Shrewsbury 2011 Shrewsbury, Gran Bretagna Cemento $75 000 Singolare – Doppio                      | Maria João Koehler Katalin Marosi 7–6(3), 6–1                    | Amanda Elliott Johanna Konta                    | Ekaterina Byčkova Annika Beck                  | Anne Keothavong Tatjana Maria Vitalija D'jačenko Naomi Broady                |
| 19 settembre | Trofeo Magna Capitanata 2011 Foggia, Italia Terra rossa $25 000 Singolare – Doppio                                 | Paula Ormaechea 6–4, 6–4                                         | Renata Voráčová                                 | Leticia Costas Moreira Richèl Hogenkamp        | Anna Remondina Anna Floris Florencia Molinero Lina Stančiūtė                 |
| 19 settembre | Trofeo Magna Capitanata 2011 Foggia, Italia Terra rossa $25 000 Singolare – Doppio                                 | Janette Husárová Renata Voráčová 6–1, 6–2                        | Leticia Costas Moreira Inés Ferrer Suárez       | Leticia Costas Moreira Richèl Hogenkamp        | Anna Remondina Anna Floris Florencia Molinero Lina Stančiūtė                 |
| 19 settembre | Darwin Tennis International 2011 Darwin, Australia Cemento $25 000 Singolare – Doppio                              | Casey Dellacqua 6–1, 6–2                                         | Akiko Ōmae                                      | Olivia Rogowska Bojana Bobusic                 | Juan Ting-fei Pemra Özgen Lena Litvak Isabella Holland                       |
| 19 settembre | Darwin Tennis International 2011 Darwin, Australia Cemento $25 000 Singolare – Doppio                              | Maria Fernanda Alves Samantha Murray 6–4, 6–2                    | Stephanie Bengson Tyra Calderwood               | Olivia Rogowska Bojana Bobusic                 | Juan Ting-fei Pemra Özgen Lena Litvak Isabella Holland                       |
| 19 settembre | Altin Koza Cup 2011 Adana, Turchia Cemento $10 000 Singolare – Doppio                                              | Chieh-yu Hsu 6–0, 7–5                                            | Nikola Franková                                 | Hülya Esen Melis Sezer                         | Yanina Darishina Kamila Kerimbajeva Khristina Kazimova Julija Samuseva       |
| 19 settembre | Altin Koza Cup 2011 Adana, Turchia Cemento $10 000 Singolare – Doppio                                              | Nikola Franková Chieh-yu Hsu 7–6(4), 6–4                         | Hülya Esen Lütfiye Esen                         | Hülya Esen Melis Sezer                         | Yanina Darishina Kamila Kerimbajeva Khristina Kazimova Julija Samuseva       |
| 19 settembre | Torneo Internacional Ciudad de Alcorcón 2011 Madrid, Spagna Cemento $10 000 Singolare – Doppio                     | Rocío de la Torre-Sánchez 4–6, 6–2, 7–5                          | Julia Mayr                                      | Evelyn Mayr Georgina García Pérez              | Sandra Martinović Liu Chang Rosalia Alda Olga Sáez Larra                     |
| 19 settembre | Torneo Internacional Ciudad de Alcorcón 2011 Madrid, Spagna Cemento $10 000 Singolare – Doppio                     | Evelyn Mayr Julia Mayr 6–1, 6–4                                  | Rocío de la Torre-Sánchez Georgina García Pérez | Evelyn Mayr Georgina García Pérez              | Sandra Martinović Liu Chang Rosalia Alda Olga Sáez Larra                     |
| 19 settembre | Solverde Tenis Cup 2011 Espinho, Portogallo Terra rossa $10 000 Singolare – Doppio                                 | Jessica Ginier 7–5, 6–2                                          | Morgane Pons                                    | Carolin Daniels Alice Tisset                   | Costanza Mecchi Sheila Solsona Carcasona Margarida Moura Bárbara Luz         |
| 19 settembre | Solverde Tenis Cup 2011 Espinho, Portogallo Terra rossa $10 000 Singolare – Doppio                                 | Carolin Daniels Karolina Nowak 6–3, 6–0                          | Bárbara Luz Sheila Solsona Carcasona            | Carolin Daniels Alice Tisset                   | Costanza Mecchi Sheila Solsona Carcasona Margarida Moura Bárbara Luz         |
| 19 settembre | Circuito Feminino de Tenis do Estado de São Paulo 2 2011 San Paolo, Brasile Terra rossa $10 000 Singolare – Doppio | María Irigoyen 6–2, 6–3                                          | Carla Lucero                                    | Cecilia Costa Melgar Carolina Zeballos         | Eduarda Piai Liz Tatiane Koehler Bogarin Nathaly Kurata Ana Sofía Sánchez    |
| 19 settembre | Circuito Feminino de Tenis do Estado de São Paulo 2 2011 San Paolo, Brasile Terra rossa $10 000 Singolare – Doppio | María Irigoyen Carla Lucero 7–6(10), 6–4                         | Gabriela Cé Flávia Guimarães Bueno              | Cecilia Costa Melgar Carolina Zeballos         | Eduarda Piai Liz Tatiane Koehler Bogarin Nathaly Kurata Ana Sofía Sánchez    |
| 19 settembre | ITF Women's Circuit Athens 2011 Atene, Grecia Terra rossa $10 000 Singolare – Doppio                               | Deniz Khazaniuk 1–6, 6–3, 6–3                                    | Maria Sakkarī                                   | Marina Kachar Sylwia Zagórska                  | Agni Stefanou Yvonne Neuwirth Despoina Vogasari Nuria Parrizas Díaz          |
| 19 settembre | ITF Women's Circuit Athens 2011 Atene, Grecia Terra rossa $10 000 Singolare – Doppio                               | Vanda Lukács Christina Shakovets 6–3, 6–2                        | Natalia Siedliska Sylwia Zagórska               | Marina Kachar Sylwia Zagórska                  | Agni Stefanou Yvonne Neuwirth Despoina Vogasari Nuria Parrizas Díaz          |
| 19 settembre | Batumi Open 2011 Tbilisi, Georgia Terr battuta $25 000 Singolare – Doppio                                          | Lesja Curenko 7–6(3), 6–3                                        | Réka-Luca Jani                                  | Julia Cohen Elena Bogdan                       | Irina Chromačëva Andrea Koch-Benvenuto Sofia Kvatsabaia Ioana Raluca Olaru   |
| 19 settembre | Batumi Open 2011 Tbilisi, Georgia Terr battuta $25 000 Singolare – Doppio                                          | Iryna Burjačok Réka-Luca Jani 7–6(3), 6–2                        | Elena Bogdan Andrea Koch-Benvenuto              | Julia Cohen Elena Bogdan                       | Irina Chromačëva Andrea Koch-Benvenuto Sofia Kvatsabaia Ioana Raluca Olaru   |
| 19 settembre | Varna Cup 2011 Varna, Bulgaria Terra rossa $10 000 Singolare – Doppio                                              | Raluca Elena Platon 6–0, 6–1                                     | Dalia Zafirova                                  | Emma Flood Ionela-Andreea Iova                 | Viktorija Tomova Michaela Boev Julija Stamatova Sabina Lupu                  |
| 19 settembre | Varna Cup 2011 Varna, Bulgaria Terra rossa $10 000 Singolare – Doppio                                              | Camelia Hristea Raluca Elena Platon 6–2, 6–3                     | Jana Jandová Monika Tumová                      | Emma Flood Ionela-Andreea Iova                 | Viktorija Tomova Michaela Boev Julija Stamatova Sabina Lupu                  |
| 26 settembre | Lexus of Las Vegas Open 2011 Las Vegas, USA Cemento $50 000 Singolare – Doppio                                     | Romina Oprandi 6(2)–7, 6–3, 7–6(4)                               | Alexa Glatch                                    | Kurumi Nara Regina Kulikova                    | Allie Will Jamie Hampton Maria Sánchez Anna Tatišvili                        |
| 26 settembre | Lexus of Las Vegas Open 2011 Las Vegas, USA Cemento $50 000 Singolare – Doppio                                     | Alexa Glatch Mashona Washington 6–4, 6–2                         | Varvara Lepchenko Melanie Oudin                 | Kurumi Nara Regina Kulikova                    | Allie Will Jamie Hampton Maria Sánchez Anna Tatišvili                        |
| 26 settembre | Torneo Internacional Femenino Villa de Madrid 2011 Madrid, Spagna Terra rossa $25 000 Singolare – Doppio           | Nastassja Burnett 6–2, 6–3                                       | Paula Ormaechea                                 | Lara Arruabarrena-Vecino Anna Remondina        | Eva Fernández-Brugués Aleksandrina Najdenova Richèl Hogenkamp Catalina Pella |
| 26 settembre | Torneo Internacional Femenino Villa de Madrid 2011 Madrid, Spagna Terra rossa $25 000 Singolare – Doppio           | Rocío de la Torre-Sánchez Georgina García Pérez 5–7, 6–4, [10–8] | Kiki Bertens Elyne Boeykens                     | Lara Arruabarrena-Vecino Anna Remondina        | Eva Fernández-Brugués Aleksandrina Najdenova Richèl Hogenkamp Catalina Pella |
| 26 settembre | Open GDF SUEZ Clermont-Ferrand 2011 Clermont-Ferrand, Francia Cemento $25 000 Singolare – Doppio                   | Andrea Hlaváčková 6–4, 0–6, 7–6(6)                               | Tatjana Maria                                   | Johanna Konta Victoria Larrière                | Jade Windley Tara Moore Elica Kostova Anne Keothavong                        |
| 26 settembre | Open GDF SUEZ Clermont-Ferrand 2011 Clermont-Ferrand, Francia Cemento $25 000 Singolare – Doppio                   | Mervana Jugić-Salkić Anne Keothavong 4–6, 6–3, [10–8]            | Ekaterina Ivanova Ksenija Lykina                | Johanna Konta Victoria Larrière                | Jade Windley Tara Moore Elica Kostova Anne Keothavong                        |
| 26 settembre | ITF Women's Circuit Antalya 2011 Antalya, Turchia Terra rossa $10 000 Singolare – Doppio                           | Zuzana Zálabská 6–1, 7–6(6)                                      | Hilda Melander                                  | Hülya Esen Bianca Hîncu                        | Matilda Hamlin Julija Parasjuk Tea Faber Csilla Borsányi                     |
| 26 settembre | ITF Women's Circuit Antalya 2011 Antalya, Turchia Terra rossa $10 000 Singolare – Doppio                           | Hülya Esen Lütfiye Esen 6–4, 6–2                                 | Khristina Kazimova Francesca Stephenson         | Hülya Esen Bianca Hîncu                        | Matilda Hamlin Julija Parasjuk Tea Faber Csilla Borsányi                     |
| 26 settembre | Amelia Island Women's Tennis Championships 2011 Amelia Island, USA Terra rossa $10 000 Singolare – Doppio          | Alexandra Kiick 6(5)–7, 6–2, 6–3                                 | Chalena Scholl                                  | Tereza Hladíková Federica Grazioso             | Taylor Townsend Kirsten Flower Sherry Li Marrit Boonstra                     |
| 26 settembre | Amelia Island Women's Tennis Championships 2011 Amelia Island, USA Terra rossa $10 000 Singolare – Doppio          | Jennifer Brady Kendal Woodard 5–7, 6–1, [10–7]                   | Erin Clark Wen Xin                              | Tereza Hladíková Federica Grazioso             | Taylor Townsend Kirsten Flower Sherry Li Marrit Boonstra                     |
| 26 settembre | Melia Hotels Internationals 2 2011 Umago, Croazia Terra rossa $10 000 Singolare – Doppio                           | Tereza Mrdeža 7–6(2), 4–6, 6–2                                   | Zuzana Zlochová                                 | Milana Špremo Dijana Banovec                   | Natalija Kostić Varvara Flink Ivana Klepic Karla Popovic                     |
| 26 settembre | Melia Hotels Internationals 2 2011 Umago, Croazia Terra rossa $10 000 Singolare – Doppio                           | Lucia Butkovská Natalija Kostić 7–5, 3–6, [10–6]                 | Martina Borecká Petra Krejsová                  | Milana Špremo Dijana Banovec                   | Natalija Kostić Varvara Flink Ivana Klepic Karla Popovic                     |
| 26 settembre | Telavi Open 2011 Telavi, Georgia Terra rossa $50 000 Singolare – Doppio                                            | Aleksandra Panova 4–6, 6–1, 6–1                                  | Alexandra Cadanțu                               | Irina Chromačëva Margalita Chakhnašvili        | Julia Cohen Lesja Curenko Mihaela Buzărnescu Jana Čepelová                   |
| 26 settembre | Telavi Open 2011 Telavi, Georgia Terra rossa $50 000 Singolare – Doppio                                            | Elena Bogdan Mihaela Buzărnescu 1–6, 6–1, [10–3]                 | Ekaterine Gorgodze Anastasia Grymalska          | Irina Chromačëva Margalita Chakhnašvili        | Julia Cohen Lesja Curenko Mihaela Buzărnescu Jana Čepelová                   |
| 26 settembre | Garuda Indonesia Championships Jakarta 2011 Giacarta, Indonesia Cemento $25 000 Singolare – Doppio                 | Tamaryn Hendler 5–7, 6–4, 6–3                                    | Chanel Simmonds                                 | Iryna Brémond Ayu-Fani Damayanti               | Luksika Kumkhum Nudnida Luangnam Zhao Yijing Varatchaya Wongteanchai         |
| 26 settembre | Garuda Indonesia Championships Jakarta 2011 Giacarta, Indonesia Cemento $25 000 Singolare – Doppio                 | Nicha Lertpitaksinchai Nungnadda Wannasuk 6–4, 6–4               | Kao Shao-yuan Zhao Yijing                       | Iryna Brémond Ayu-Fani Damayanti               | Luksika Kumkhum Nudnida Luangnam Zhao Yijing Varatchaya Wongteanchai         |
| 26 settembre | Pulpia Cup 2011 Plovdiv, Bulgaria Terra rossa $10 000 Singolare – Doppio                                           | Dinah Pfizenmaier 6–4, 6–4                                       | Jovana Jakšić                                   | Diāna Marcinkēviča Ulrikke Eikeri              | Raluca Elena Platon Viktorija Tomova Emma Flood Michaela Boev                |
| 26 settembre | Pulpia Cup 2011 Plovdiv, Bulgaria Terra rossa $10 000 Singolare – Doppio                                           | Dinah Pfizenmaier Julia Wachaczyk 6–4, 7–5                       | Clelia Melena Stefania Rubini                   | Diāna Marcinkēviča Ulrikke Eikeri              | Raluca Elena Platon Viktorija Tomova Emma Flood Michaela Boev                |